# Spanischer Bürgerkrieg
Gijón –
Oviedo –
Alcázar von Toledo –
Mérida –
Badajoz –
Guipúzcoa –
Mallorca –
Sierra Guadalupe –
Talavera de la Reina –
Madrid –
Straße nach Coruña –
Málaga –
Jarama –
Guadalajara –
Krieg im Norden (Durango, Guernica, Santander) –
Brunete –
Belchite –
Teruel –
Cabo de Palos –
Aragon –
Ebro –
Katalonien
Der Spanische Bürgerkrieg (auch als Spanienkrieg bezeichnet) wurde in Spanien von Juli 1936 bis April 1939 zwischen der demokratisch gewählten Regierung der Zweiten Spanischen Republik („Republikanern“) und den rechtsgerichteten Putschisten unter General Francisco Franco („Nationalisten“) ausgetragen. Mit Unterstützung und nach militärischer Intervention der faschistischen bzw. nationalsozialistischen Verbündeten aus Italien und Deutschland siegte das Bündnis aus konservativen Militärs, katholischer CEDA, den Karlisten und der faschistischen Falange. Diesem Sieg folgte das Ende der Republik in Spanien und die bis zum Tode Francos 1975 anhaltende franquistische Diktatur.

## Hintergrund

### Ursachen
Ursachen für den Ausbruch des Krieges sind in den extremen sozialpolitischen und kulturellen Verwerfungen in der spanischen Gesellschaft sowie in regionalen Autonomiebestrebungen zu finden, etwa im Baskenland und in Katalonien. Spanien erlitt seit Mitte des 19. Jahrhunderts zahlreiche gewalttätige Konflikte, die ungelöst blieben. Sie häuften und verschärften sich, als nach der Niederlage im Spanisch-Amerikanischen Krieg 1898 das Ansehen der alten Institutionen weitgehend verloren gegangen war. Den wenigen Anhängern der Zweiten Spanischen Republik war es weder gelungen, die gravierenden sozialen Missstände zu beheben, noch den Verfechtern einer autoritären Staatsordnung etwas entgegenzusetzen.
Spanien war vor dem Bürgerkrieg von mehreren Strukturproblemen betroffen:
- der völlig unterprivilegierten Stellung der Land- und Industriearbeiterschaft, die zum Teil radikale gesellschaftliche Umbrüche anstrebte
- dem Widerspruch zwischen teils feudalen Strukturen in ländlichen Gegenden und der weit fortgeschrittenen Industrialisierung in urbanen Zentren wie Barcelona oder Madrid
- der Auseinandersetzung um das kulturelle Monopol zwischen der römisch-katholischen Kirche und den laizistischen liberal-republikanischen Kräften[2]
- dem auf heftigen Widerstand treffenden Bestreben der Basken und Katalanen, sich von der Zentralregierung zu emanzipieren
- der mangelnden Kontrolle des Militärs durch die Regierung, seiner Entfremdung von weiten Teilen der Gesellschaft und seiner Rolle als „Staat im Staate“.

In der neueren spanischen Geschichte hatten friedliche Lösungen kaum eine Tradition. So standen sich klerikal-monarchistische, republikanische, bürgerlich-liberale, sozialistische, kommunistische, anarchistische und faschistische Gruppierungen lange unversöhnlich gegenüber. Wegen der wirtschaftlichen Krise in Spanien und der sich verändernden Lage in Europa durch das Aufkommen des Faschismus verschärfte sich die Situation zusehends.

### Vorgeschichte
Nach anfänglicher Begeisterung verlor die 1931 gegründete Zweite Republik rasch an Unterstützung. Die traditionellen Eliten aus den Zeiten von Diktatur und Monarchie fürchteten eine Gefährdung ihrer Privilegien und ihres kulturellen Selbstverständnisses. Die laizistische Orientierung der ersten Regierung und die von einem radikalen Antiklerikalismus inspirierten Übergriffe gegen kirchliche Einrichtungen bestärkten sie in dieser Haltung. Sie wandten sich gegen sämtliche Reformen, die eine Verbesserung der allgemeinen Lebensumstände in Aussicht stellten.
Rasch kühlte sich auch die anfängliche Euphorie der Arbeiterschaft gegenüber der Republik ab. Nachdem sich die sozialen Reformen als nicht durchsetzungsfähig erwiesen hatten und die neue Rechtsregierung 1934 auf einen harten Kurs geschwenkt war, sahen die organisierten Arbeiter in der neuen parlamentarischen Staatsform nichts weiter als eine Fortsetzung der alten Politik der Unterdrückung.
Die anarchosyndikalistische CNT hatte fast von Anfang an die Republik bekämpft und am 8. Januar 1933 bzw. am 8. Dezember 1933 zwei – allerdings sofort zusammengebrochene – Aufstandsversuche unternommen; die zuvor reformistische sozialistische Gewerkschaft UGT schwenkte aus Enttäuschung über das Regierungsbündnis mit den Republikanern ab 1933 auf einen revolutionären Kurs um und propagierte die Diktatur des Proletariats. Es wird in Teilen der Forschung allerdings bezweifelt, ob es sich dabei um mehr als um „leere revolutionäre Losungen“ handelte, mit denen die führenden Sozialisten auf den Druck von unten reagierten. Maßgebliche Teile der sozialistischen Partei PSOE setzten eindeutig weiterhin auf eine Kooperation mit den Liberalen.
Die Republikaner, die sich anschickten Spanien umzugestalten, setzten viele wichtige Reformen nur halbherzig um. Weite Teile des Bürgertums fürchteten trotzdem eine Dominanz der Arbeiterschaft und waren daher bereit, eine Diktatur zu unterstützen. Hinzu kamen die Bestrebungen des katalanischen und baskischen Bürgertums, den kastilisch dominierten Zentralstaat zu verlassen.
Am 10. August 1932 fand ein erster Militärputsch unter General José Sanjurjo mit Zentrum in Sevilla statt, der schlecht ausgeführt und durch einen Generalstreik vereitelt wurde. Die Begnadigung des zunächst zum Tode verurteilten Sanjurjo und die geringen Haftstrafen für einige weitere verwickelte Offiziere verstand die Rechte als Ansporn, den nächsten Versuch besser und vor allem langfristig vorzubereiten. Bereits Ende September 1932 bildeten rechtsradikale Monarchisten der Acción Española zusammen mit einigen Generalstabsoffizieren ein Komitee, das vom französischen Biarritz aus operierte und einen neuen Putsch durch die konspirative Vernetzung antirepublikanischer Offiziere (die sich seit Ende 1933 in der konspirativen Unión Militar Española organisierten) vorbereiten sollte. Darüber hinaus förderte das Komitee die systematische publizistische Delegitimierung der als Produkt einer „jüdisch-freimaurerisch-bolschewistischen“ Verschwörung dargestellten Republik. Außerdem schleuste es bezahlte Provokateure in anarchistische Organisationen ein, um den als Vorwand wichtigen „Zusammenbruch von Recht und Ordnung“ im unmittelbaren Vorfeld des geplanten Putsches selbst zu organisieren.
Auch unabhängig von diesen Bestrebungen kam es zwischen 1931 und 1936 zu einer Radikalisierung des rechten Diskurses, worauf der britische Historiker Paul Preston 2012 hingewiesen hat. In einer Vielzahl von Zeitungen, Zeitschriften und Büchern – darunter das viel gelesene Orígenes de la revolución española (1932) des katalanischen Priesters Juan Tusquets Terrats – wurde argumentiert, dass Linke „weder wirklich spanisch noch überhaupt menschlich“ seien und die „Auslöschung der Linken als patriotische Pflicht“ zu gelten habe. Insbesondere karlistische und faschistische Autoren identifizierten die gesamte spanische Arbeiterbewegung mit den mittelalterlichen muslimischen Eroberern und forderten eine „zweite Reconquista“, was den Angriffen auf die Linke eine zusätzliche „rassistische Dimension“ verlieh. Auch José María Gil-Robles, der Führer der „moderaten“ katholisch-konservativen CEDA, bediente sich dieser Rhetorik, die die gesamte Linke als „un-“ oder „antispanisch“ zu diskreditieren suchte. Diese potentiell eliminatorische Aggressivität verschmolz besonders in den ländlichen Gebieten des Südens mit dem Hass der Großgrundbesitzer auf die Landarbeiter, deren traditionelle fatalistische Unterwürfigkeit gegenüber der Aristokratie in den ersten Jahren der Republik weitgehend verschwunden und offen vorgetragenen Forderungen nach Land und besserer Bezahlung gewichen war. Die vom gesamten alten Establishment geteilte militante Ablehnung der antiklerikalen und sozialreformerischen Gesetzgebung der Republik bündelte sich allerdings im spanischen Offizierskorps (und hier vor allem bei den africanistas, den Offizieren der Kolonialarmee) – nicht zuletzt, weil die Linksparteien planten, den Umfang des traditionell notorisch überdimensionierten Offizierskorps der tatsächlichen Größe der Armee anzupassen. Auch die „instinktive Feindschaft [der Offiziere] gegen die Republik“ wurde im Vorfeld des Bürgerkrieges ideologisch mit der Idee einer „jüdisch-freimaurerisch-bolschewistischen Verschwörung“ maskiert. Franco war ein begeisterter Leser der Schriften von Juan Tusquets Terrats und Abonnent der Zeitschrift der Acción Española, und General Emilio Mola, der eigentliche militärische Planer des Putsches vom Sommer 1936, beteiligte sich seit 1931 mit eigenen Veröffentlichungen an dieser Debatte. Mola sorgte dafür, dass die eliminatorische Dimension dieses Diskurses auch die konkreten Vorbereitungen der Verschwörer bestimmte: „Die von den militärischen Rebellen in Szene gesetzte Repression war eine sorgfältig geplante Operation mit dem Ziel, diejenigen – in den Worten des Putschplaners General Emilio Mola – ‚ohne Skrupel oder Zögern [zu eliminieren], die nicht so denken wie wir‘.“
Im Herbst 1933 zerbrach die erste Koalition unter Ministerpräsident Manuel Azaña, der eine von den rechten Parteien tolerierte und gewählte Zentrumsregierung unter Alejandro Lerroux nachfolgte. Sie amnestierte die Putschisten von 1932 und die wegen Straftaten während der Diktatur Miguel Primo de Riveras Verurteilten, machte die „mageren“ sozialen und laizistischen Reformen rückgängig und verschärfte die Situation der Lohnabhängigen. Die linken und die liberalen Republikaner verstanden dies als Kriegserklärung. Als die CEDA Anfang Oktober 1934 mit drei Ministern in die Regierung eintrat, proklamierte die UGT einen Generalstreik, der aber von der Regierung mit Massenverhaftungen ebenso rasch niedergeschlagen wurde wie der Versuch, in Barcelona ein unabhängiges Katalonien auszurufen. In Asturien nahm der Streik – auf Initiative der Arbeiter und gegen den Widerstand der Gewerkschaftsfunktionäre  – allerdings Züge eines offenen Aufstandes an. Der asturische Bergarbeiterstreik von 1934 (auch „Oktoberaufstand“ genannt) gab mit hunderten Toten einen ersten Vorgeschmack des Bürgerkrieges – die Regierung rief das Kriegsrecht aus. Unter dem Oberkommando des späteren Diktators Francisco Franco wurde die Erhebung brutal niedergeschlagen. Es gab mindestens 1.300 Tote, davon 78 % Zivilisten. Es folgte eine breite Verhaftungswelle, die auch liberale und sozialistische Spitzenpolitiker erfasste, und eine Zensur, von der die linken Zeitungen betroffen waren. Die von José María Gil-Robles geführte CEDA, eine katholizistische Sammlungsbewegung, die in Teilen mit dem europäischen Faschismus sympathisierte, drängte an die Macht, scheiterte aber am Staatspräsidenten Zamora. Der unter Lerroux zeitweilig als Kriegsminister amtierende Gil-Robles legte gleichwohl den Grundstein für den Aufstieg der Gruppe radikalisierter Militärs um General Franco, die die Verschwörung zur Rebellion vorbereiteten, indem er sie in hohe Posten beförderte. Die 1933 vom Sohn des Ex-Diktators Primo de Rivera, José Antonio Primo de Rivera, gegründete Falange Española entwickelte sich in dieser Zeit von einer politischen Splittergruppe zu einem gleichfalls ernstzunehmenden militanten Faktor.
Ende 1935 war auch die zweite Koalition aus Lerroux’ Radikalen und der CEDA wegen interner Querelen und eines Finanzskandals am Ende. Um das Mehrheitswahlrecht diesmal für sich zu nutzen, bildeten Sozialisten, Republikaner, liberale Katalanisten, der stalinistische Partido Comunista de España (PCE) und der kommunistische Partido Obrero de Unificación Marxista (POUM) ein Volksfront-Bündnis, die Frente Popular. Unterstützt wurden sie von den baskischen Nationalisten und den Anarchisten, die diesmal keinen Wahlboykott formulierten. Dagegen stand die Frente Nacional aus CEDA, Monarchisten, einer Grundbesitzer-Partei und den Karlisten. Dazwischen standen die Parteien der Mitte, die kaum mehr Bedeutung besaßen.
Am 16. Februar 1936 gewann die Volksfront die Wahlen; auch die parlamentarische Opposition erkannte ihren Sieg an. Den meistzitierten Angaben Javier Tussells zufolge erhielten die Parteien der linken Volksfront im ersten Wahlgang 4.654.116 Stimmen, diejenigen der rechten Nationalen Front 4.503.505 Stimmen und sonstige Parteien (darunter Zentrum, baskische Nationalisten und der Partido Republicano Radical) 562.651 Stimmen. Dies führte nach dem zweiten Wahlgang am 1. März und dem Agieren einer von der neuen Regierung eingesetzten Mandatsüberprüfungskommission zu folgender Sitzverteilung: Volksfront 301 Sitze (davon PSOE 99 und Izquierda Republicana 83), Nationale Front 124 (davon CEDA 83), andere 71. Die Angaben verschiedener Historiker zum seinerzeit nicht im Detail veröffentlichten Ergebnis der Stimmenauszählung, jedoch nicht der Sitzverteilung, weichen heute zum Teil voneinander ab. Einige konservative Historiker betonen zusätzlich, dass durch Unregelmäßigkeiten bei der Stimmenauszählung Wahlergebnis und Verteilung der Parlamentssitze zugunsten der Volksfront beeinflusst worden seien. Allerdings war es die rechte CEDA, der wegen eklatanter Wahlfälschungen in den Provinzen Salamanca und Granada von der Prüfkommission mehrere Mandate aberkannt wurden.
Durch den Sieg der Volksfront hatte für Teile der Rechten die Republik aufgehört zu existieren. Ungeachtet der Wiederaufnahme des Reformprogramms der neuen, ohne ein einziges sozialistisches Mitglied gebildeten Regierung unter Azaña kam es zu spontanen Landbesetzungen, die Streikaktivität stieg stark an und Straßenkämpfe zwischen Extremisten beider politischer Lager, die von bewaffneten Ordnungskräften zum Teil gewaltsam unterdrückt wurden, nahmen deutlich zu. Die faschistische Falange übte gezielten Terror aus, gegen den der Staat sich machtlos zeigte. Das Gespenst einer kommunistischen Machtergreifung in Spanien wurde von den Rechten beschworen, die sich mit vielen die radikale Linke begünstigenden Entscheidungen der Regierung nicht länger abfinden wollten.
Währenddessen planten die Offiziere nahezu öffentlich den Putsch. Ihre Aktivitäten wurden von der Regierung Azaña weitgehend ignoriert oder nur geringfügig geahndet. Bei einem Kampf gegen die Putschisten hätte sie die Gewerkschaften bewaffnen müssen, was sie möglichst verhindern wollte. Die neue Regierung hatte viele des Antirepublikanismus verdächtigte Offiziere auf entlegene Stützpunkte auf den spanischen Inseln und in Spanisch-Marokko verbannt, wodurch sie unwillentlich deren Verschwörung Vorschub leistete und ihnen eine uneinnehmbare Machtbasis schuf. Die in Spanisch-Marokko stationierten Kolonialtruppen gehörten im späteren Bürgerkrieg zu den effektivsten und gefürchtetsten Gegnern der Republikaner. In Spanien selbst wurden die Umtriebe der Verschwörer von Offizieren der antifaschistischen Geheimgesellschaft UMRA, der Unión Militar Republicana Antifascista, beobachtet.
Auf dem Höhepunkt der Unruhen wurde am 13. Juli der monarchistische Oppositionsführer José Calvo Sotelo in einer Racheaktion für den Tod eines UMRA-Mitglieds durch Angehörige der Guardia de Asalto und der Guardia Civil ermordet. Sein Tod bewog die Karlisten, den Putsch mit ihren paramilitärischen Verbänden zu unterstützen.
Als der Aufstand begann, leisteten vor allem die Arbeiter Widerstand. Wo sie erfolgreich waren, reagierten sie mit einer Revolution, die hauptsächlich von den Anarchisten getragen wurde. Dies rettete der Republik vorläufig die Existenz. Aus dem Putsch wurde ein Bürgerkrieg, der schon bald in das internationale Beziehungsgeflecht Europas geriet, was den Verlauf der Ereignisse entscheidend beeinflussen sollte.

### Staatsstreich des Militärs
Initiiert durch eine Militärrevolte in Spanisch-Marokko begann am 17. Juli 1936 der Staatsstreich des Militärs gegen die Zweite Spanische Republik. Die Putschisten, die von Anfang an bei Teilen des spanischen Militärs auf der Iberischen Halbinsel Sympathie fanden, stützten sich vor allem auf die spanischen Kolonialtruppen in Spanisch-Marokko (die Regulares, ein Heer marokkanischer Söldner, sowie die Spanische Legion) und hofften, schnell die Kontrolle über die Hauptstadt Madrid und alle wichtigen Städte zu erlangen.
Nach den Plänen von General Emilio Mola sollte der Aufstand in Spanisch-Nordafrika ursprünglich um 5 Uhr morgens am 18. Juli beginnen, der auf dem Festland 24 Stunden später. Die Pläne wurden am 17. Juli um die Mittagszeit in Melilla entdeckt, was ein vorzeitiges Losschlagen erforderlich machte. Die Stadt Melilla wurde noch am 17. Juli unter die Kontrolle der Aufständischen gebracht. Am 18. Juli kurz nach 6 Uhr morgens wandte sich Franco in einem Funkspruch an die Armee und gab damit das Signal zum Aufstand. Bis zu diesem Zeitpunkt waren fast alle militärischen Stützpunkte in Marokko unter Kontrolle der Putschisten, bis auf die Luftwaffenbasis bei Tétuan, die aber bald fiel. Auch die Kanaren, wo Franco den Befehl hatte, wurden an diesem Tag für die Aufständischen gesichert. Aber die Linke auf der Insel La Palma konnte während der Semana Roja noch eine Woche lang dort die Republik erhalten.
Nomineller Anführer des Militärputsches war General Sanjurjo, der bereits 1932 mit einem Putsch gescheitert war und sich deshalb zu jener Zeit im portugiesischen Exil befand. Auf dem Rückflug aus dem Exil verunglückte der General am 20. Juli tödlich, was zu einem Machtvakuum bei den Nationalspaniern führte. Dieses wurde durch ein Triumvirat der Generäle Mola, Franco und Queipo de Llano gefüllt.
Die Madrider Regierung erfuhr am 17. Juli abends von dem Aufstand in Nordafrika, reagierte aber beschwichtigend, da keine Einheit auf dem Festland sich ihm bisher angeschlossen hatte. Hilfsangebote der CNT und UGT und deren Ersuchen, Waffen an sie auszugeben, wurden am 18. Juli von Santiago Casares Quiroga entschieden abgelehnt und die Bevölkerung aufgefordert, ihrer normalen Arbeit nachzugehen. Casares Quiroga glaubte nach wie vor, General Queipo de Llano werde sich nicht an dem Aufstand beteiligen und die Ordnung in Andalusien wiederherstellen. Tatsächlich hatte Queipo an diesem Tag die wichtige Stadt Sevilla und das dortige Militär für die Putschisten vereinnahmt. In der Nacht riefen die Gewerkschaften den Generalstreik aus.
Es begann ein Wettlauf zwischen den Putschisten und den Arbeiterorganisationen um die Sicherung der wichtigsten Städte an der Küste Südspaniens gegenüber Spanisch-Marokko. Dabei war häufig die Haltung des lokalen Zivilgouverneurs sowie der örtlichen Guardia Civil und der Asaltos ausschlaggebend. Die Republikaner erzielten Erfolge etwa in Málaga, Almería und Jaén, während den Putschisten Cádiz (mit seiner Marinebasis), Jerez, Algeciras und La Linea in die Hände fielen. Ministerpräsident Casares Quiroga trat am 19. Juli zurück, nachdem seine Fehleinschätzung der Lage offensichtlich geworden war. Sein Nachfolger Diego Martínez Barrio suchte den Aufstand zu beenden, indem er den Aufständischen politische Mitsprachemöglichkeiten und die Wiederherstellung der öffentlichen Ordnung versprach, die die konservative Opposition in den vorhergehenden fünf Monaten vergeblich im Parlament eingefordert hatte. Dieser wurde jedoch nach wenigen Stunden durch den radikaleren José Giral ausgetauscht, als die Bemühungen um Vermittlung gescheitert waren. Die neue Regierung befahl der Flotte sofort, zur Straße von Gibraltar zu fahren, um ein Übersetzen der Afrika-Armee zu verhindern. Die Armee wurde per Dekret aufgelöst, und Waffen wurden an die Arbeiterorganisationen verteilt.

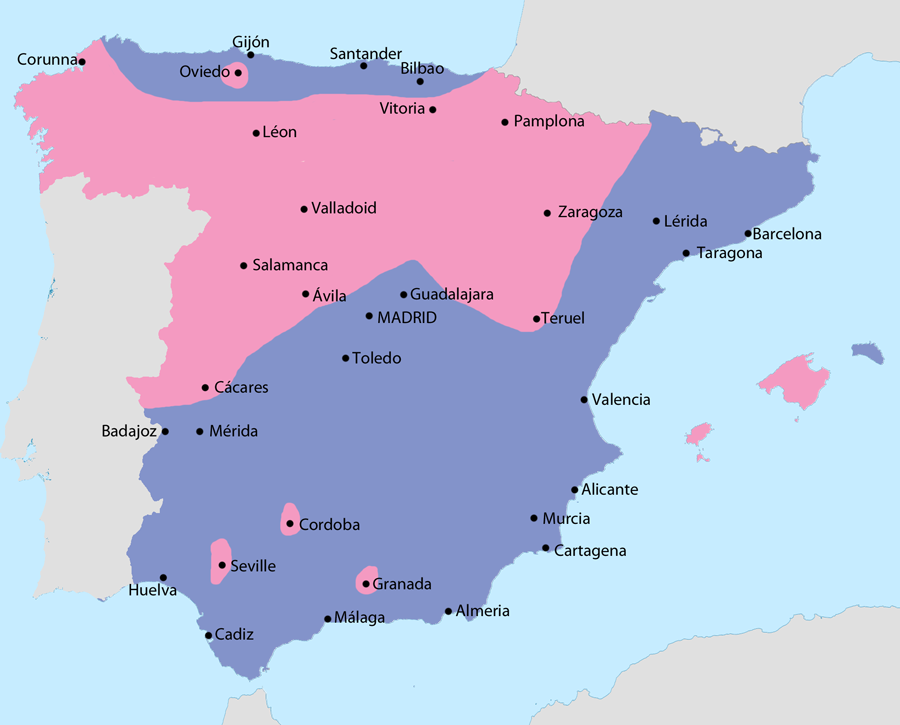
Gebiete unter Kontrolle
der Regierung und
der Putschisten
Ende Juli 1936

In den darauffolgenden Tagen wurde jeder Soldat vor die Entscheidung gestellt, für welche Seite er kämpfen wolle. 80 % des unteren und mittleren Offizierskorps, die Mehrheit der Unteroffiziere, aber nur vier Divisionsgeneräle, entschieden sich für den Putsch. Die Nationalisten konnten sich häufig durch Verhaftungen der republiktreuen örtlichen Militärführer und Gouverneure durchsetzen, die meist sofort erschossen wurden. In vielen Städten, darunter Madrid und Barcelona, kam es zu Belagerungen der örtlichen Kasernen durch Arbeitermilizen. Die Putschisten errangen bis Ende Juli die Kontrolle über einen breiten Gebietsstreifen in Nordspanien von der carlistischen Region Navarra im Osten bis Galicien im Westen mit Ausnahme der Küstenregion vom Baskenland bis Asturien. Im Süden reichte das nationalistische Gebiet bis Saragossa, Teruel, Segovia, Ávila und Cáceres. Hinzu kamen als (bald verbundene) Enklaven in Südspanien die Städte Sevilla, Córdoba und Granada sowie im Norden Oviedo und Toledo, daneben die Balearen mit Ausnahme der Insel Menorca. Die Putschisten scheiterten in den Provinzen Madrid, Valencia und Barcelona, in denen sich 70 % der spanischen Industrie und die Mehrheit der spanischen Bevölkerung konzentrierten.
Am 24. Juli riefen die Nationalisten der Nordarmee unter General Mola in Burgos eine Gegenregierung aus, die Junta de Defensa Nacional unter Vorsitz von General Miguel Cabanellas. Sie ließen die Frage der von ihnen angestrebten Staatsform bewusst offen, um die sie unterstützenden Gruppen (Falangisten, Karlisten, Alfonsisten usw.) auf ihrer Seite zu halten. Im Süden beanspruchte General Queipo die Führung der Nationalisten. Franco konnte sich endgültig erst im September 1936 als Führer der nationalistischen Bewegung in ganz Spanien durchsetzen, ohne dass ihm seine Konkurrenten dies verziehen hätten.
Auf die Seite der Nationalisten schlug sich etwa die Hälfte der regulär in Spanien stehenden Armee, darunter allein 10.000 Offiziere, zwei Drittel der von Queipo kontrollierten Carabineros (Grenzpolizei), 40 % der Asaltos und 60 % der Guardia Civil. Wichtigstes Kampfinstrument der Aufständischen war die Afrika-Armee mit ihren maurischen Söldnern und der Fremdenlegion, dazu kamen die carlistischen Milizen (Requeté) und die Falange, die bis 1937 noch relativ unabhängige Befehlsstrukturen behielten. Finanzielle und logistische Unterstützung erhielten die Nationalisten bereits zu Beginn des Bürgerkrieges von Italien und dem Deutschen Reich.
Treu zur Republik blieben die Mehrheit der Generäle, zwei Drittel der Marine und die Hälfte der Luftwaffe, doch konnten sie das Fehlen eines intakten Offiziers- und Unteroffizierskorps in den entscheidenden ersten Monaten nicht kompensieren. Die loyal gebliebenen Truppen mit der paramilitärischen Guardia Civil und der Guardia de Asalto bildeten mit Milizgruppen der Sozialdemokraten, der Kommunisten, der Sozialisten und den Anarchosyndikalisten zu Beginn des Spanischen Bürgerkrieges das militärische Rückgrat der Republik. Eine wesentliche Unterstützung erhielt die Republik zudem durch internationale Freiwillige.

## Kriegsverlauf

### Galerie

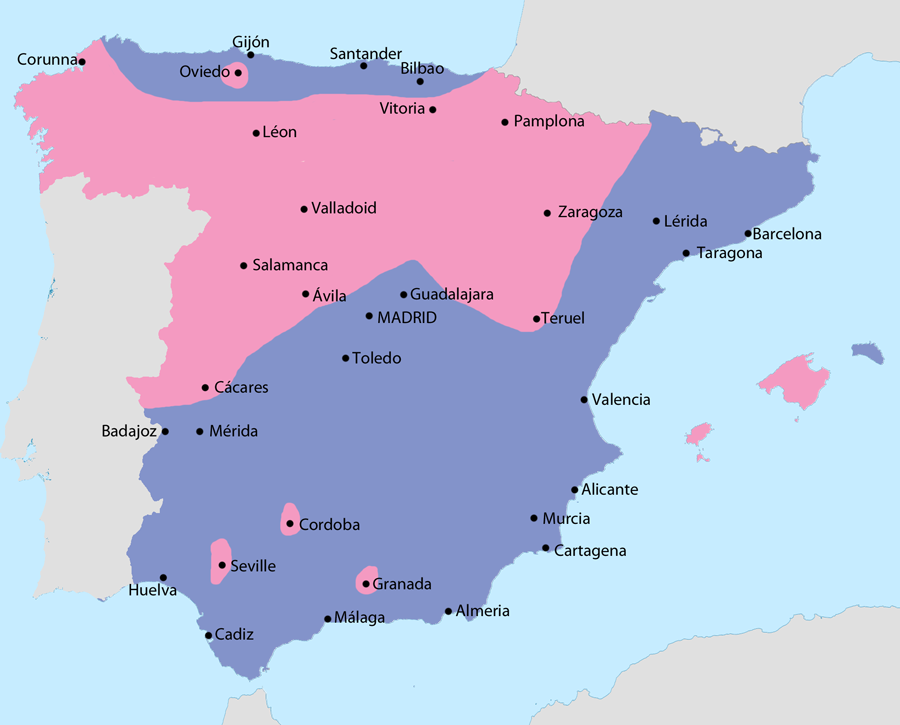
Frontverlauf im Juli 1936
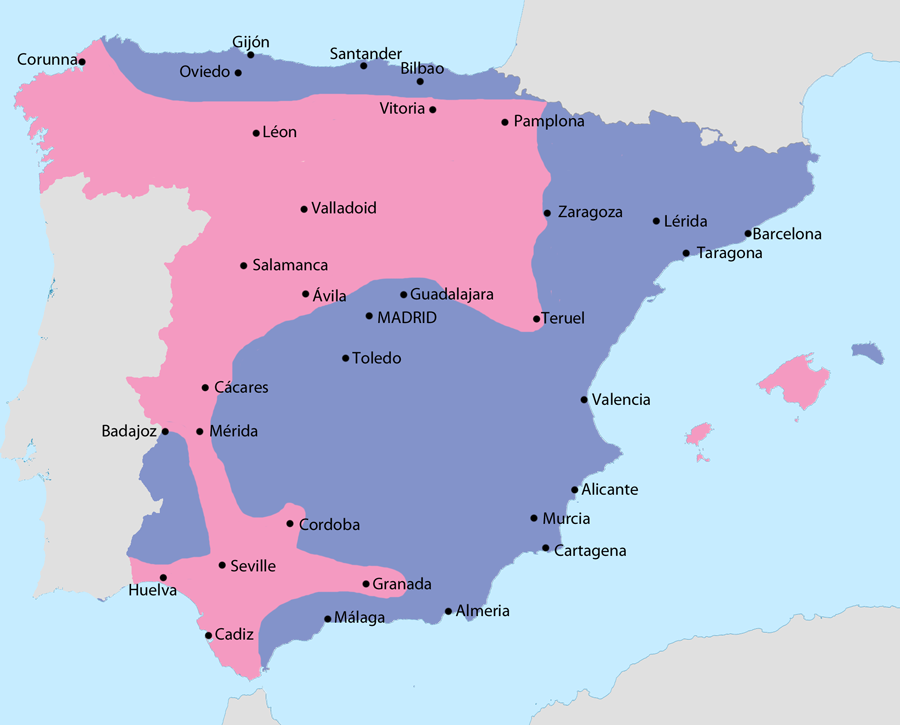
Frontverlauf im September 1936
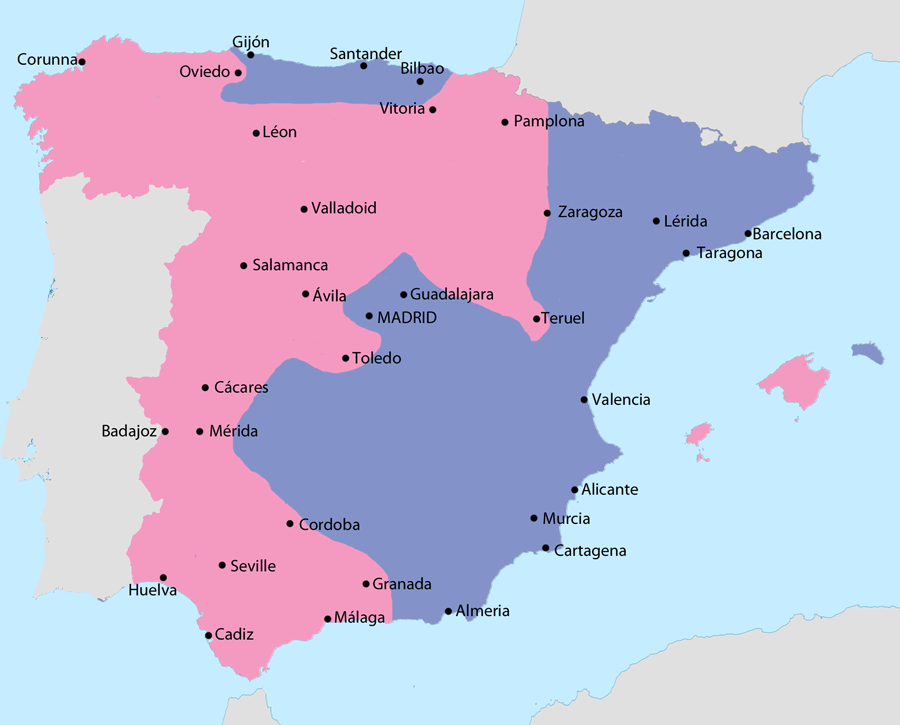
Frontverlauf im März 1937
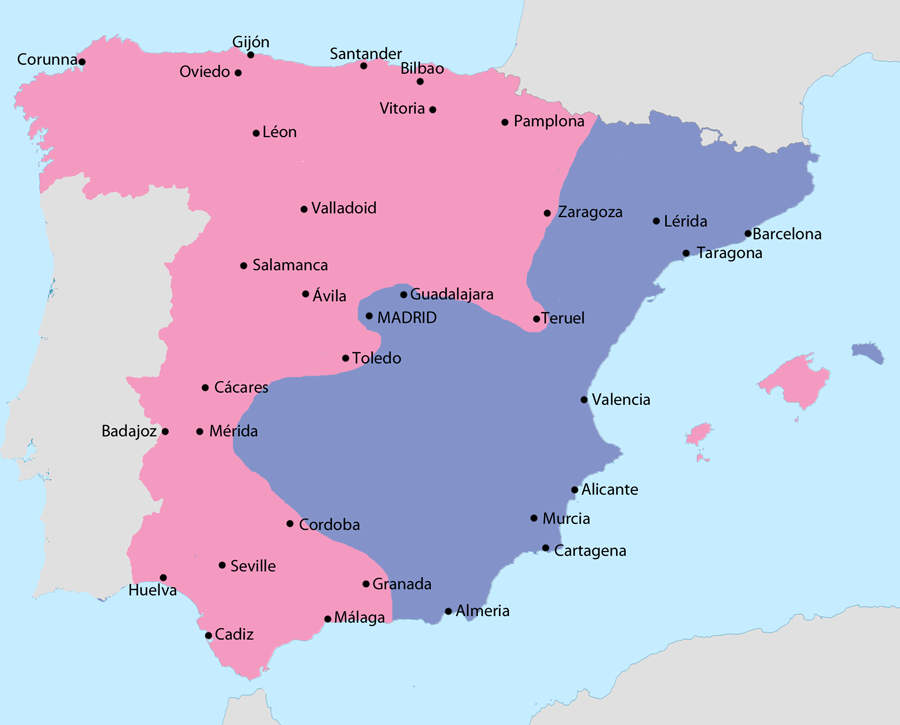
Frontverlauf im Oktober 1937
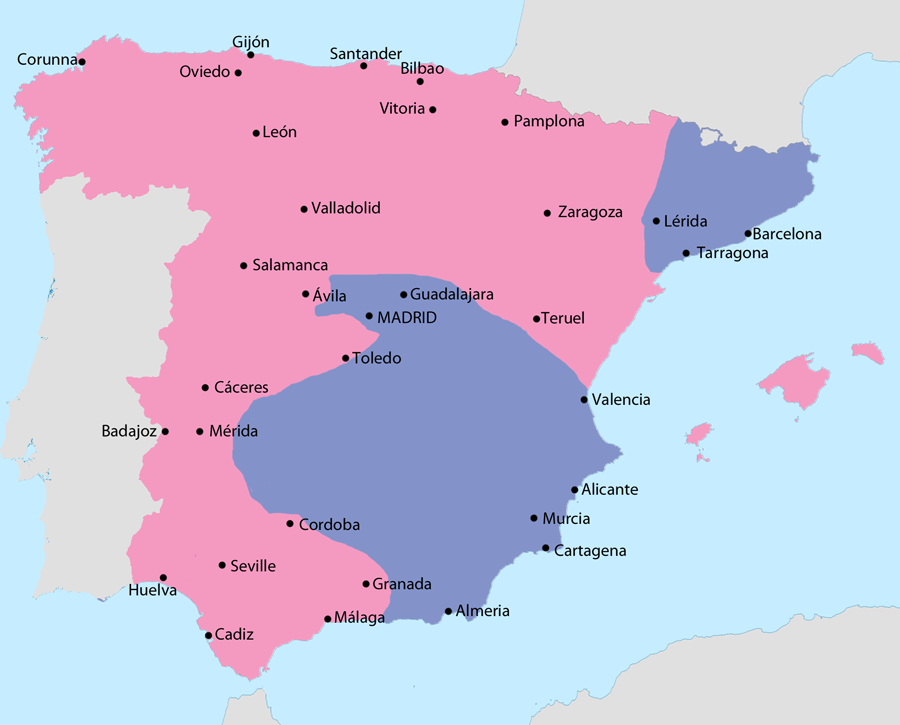
Frontverlauf im Juli 1938
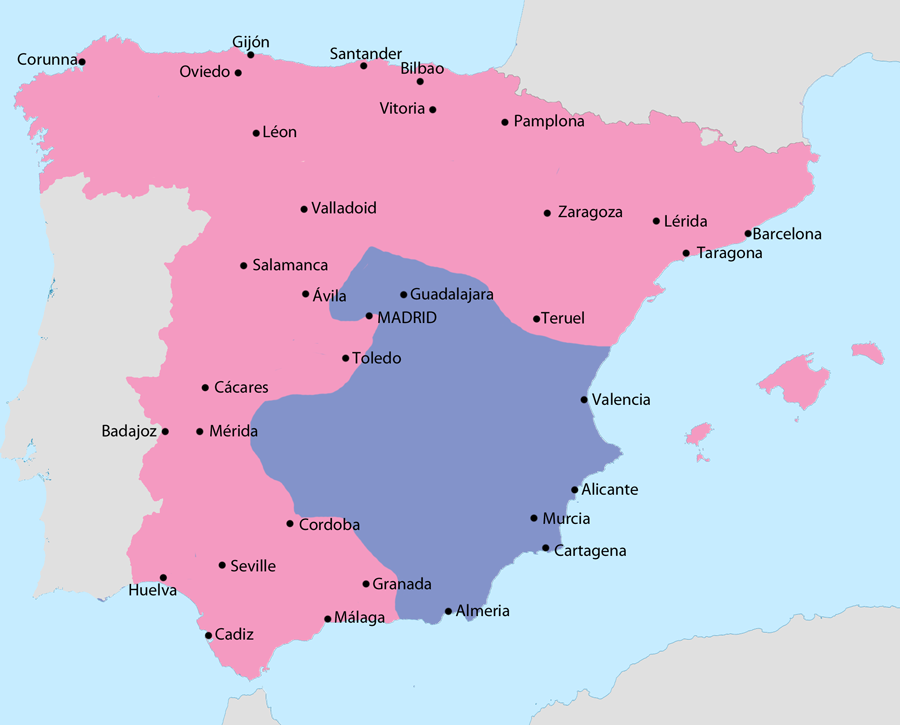
Frontverlauf im Februar 1939

### 1936
Die letzten Hoffnungen auf ein schnelles Ende wurden am 21. Juli, dem fünften Tag des Aufstandes, zerstört, als die Nationalisten die Marinebasis Ferrol in Nordwestspanien eroberten und dort zwei fabrikneue Kreuzer erbeuteten. Das ermutigte die faschistischen Länder Europas zur Unterstützung Francos, der bereits am Tag zuvor Kontakt zum NS-Staat und zu Italien aufgenommen hatte. Am 26. Juli beschlossen die Achsenmächte, den Nationalisten beizustehen; die Hilfe lief Anfang August an. Die Achsenmächte leisteten Franco von Anfang an finanzielle Hilfe.
Trotz der Gegenmaßnahmen der Regierung gelang es den Putschisten bis Anfang August, mit der ersten Luftbrücke der Geschichte, Teile der Afrika-Armee (zunächst etwa 12.000 Mann) von Tétouan in Spanisch-Marokko nach Cádiz aufs Festland zu fliegen und so die republikanische Marineblockade in der Straße von Gibraltar zu umgehen. Dazu wurden 16 Ju 52 der Legion Condor und 12 italienische Transportflugzeuge Savoia-Marchetti SM.81 eingesetzt. Unter Oberst Yagüe setzte sich die Hauptstreitmacht nach Norden in Bewegung, um das Gebiet entlang der portugiesischen Grenze zu sichern. Dabei kam es unter anderem zu den Schlachten von Mérida und Badajoz. In der Folge nahmen die Sieger Massenexekutionen an den republikanischen Verteidigern vor. Im Anschluss wandten sich die Truppen Yagües nach Osten, um auf Madrid zu marschieren. Nach mehreren Gefechten, unter anderem der Schlacht in der Sierra Guadalupe und der Schlacht bei Talavera, standen sie Anfang September noch 100 Kilometer vor Madrid. Zu diesem Zeitpunkt griff Franco persönlich in die Operationen ein: Er befahl Yagüe, nach Toledo abzuschwenken, wo seit Juli die Belagerung des Alcázars von Toledo durch Republikaner stattfand. Zwar errangen die Nationalisten mit der Eroberung Toledos am 27. September und der Beendigung der Belagerung des Alcázars einen wichtigen propagandistischen Sieg, aber sie verspielten dadurch die Chance einer frühzeitigen Einnahme der Hauptstadt. Zwei Tage später erklärte sich Franco selbst zum Generalísimo (Generalissimus) und Caudillo (Führer).
Im Nordosten hatte im August die nationalistische Offensive von Guipúzcoa begonnen, um das Baskenland von der französischen Grenze abzuschneiden. Den Rebellen kam zugute, dass die französische Regierung im August die Grenze schließen ließ. Der republikanische Küstenstreifen in Nordspanien wurde durch die Erfolge der Nationalisten bis Ende September komplett isoliert. Die Nordarmee Molas führte ferner selbständige Vorstöße auf Madrid durch, die aber sämtlich in den Gebirgszügen nördlich Madrids hängenblieben.
Auf den Balearen fand im August ein Landungsversuch republikanischer Truppen aus Barcelona von Menorca aus statt. Während Ibiza und Formentera bei geringer Gegenwehr besetzt wurden, scheiterte man beim Angriff auf Mallorca Anfang September trotz numerischer Überlegenheit sowie Luft- und Seeunterstützung. Menorca blieb bis kurz vor dem Kriegsende in republikanischem Besitz, während die übrigen Balearen endgültig nationalistisch besetzt wurden und Mallorca bis zum Ende des Krieges als Basis italienischer Bombenflugzeuge für Angriffe auf Katalonien diente.
Die Nationalisten begannen im Oktober bei einem Kräfteverhältnis von 1:3 eine neue Großoffensive von Westen in Richtung Madrid. Der zunehmende Widerstand der Regierung Francisco Largo Caballero und der von ihr auf den Weg gebrachten Aufbau einer republikanischen Volksarmee, die breite Mobilisierung der Bevölkerung, das Eingreifen von Verstärkungen (u. a. der XI. und XII. Internationalen Brigade sowie der anarchistischen Kolonne Durruti) und die ab diesem Zeitpunkt eintreffende Militärhilfe der Sowjetunion brachten den Vormarsch aber am 8. November zum Stehen. Inzwischen hatte sich die Regierung am 6. November von Madrid, heraus aus der Kampfzone, nach Valencia zurückgezogen. In Paracuellos de Jarama und Torrejón de Ardoz wurden von den Republikanern Massenerschießungen an Franco-Anhängern und Katholiken verübt. Die bis in den Dezember andauernde Schlacht um Madrid 1936 mündete in eine bis kurz vor Kriegsende andauernde Belagerung.
Die Achsenmächte erkannten das Francoregime nach der Befreiung der in der Festung von Toledo eingeschlossenen nationalspanischen Soldaten am 18. November offiziell an und am 23. Dezember schickte Italien eigene Freiwillige, um für die Nationalisten zu kämpfen.

### 1937

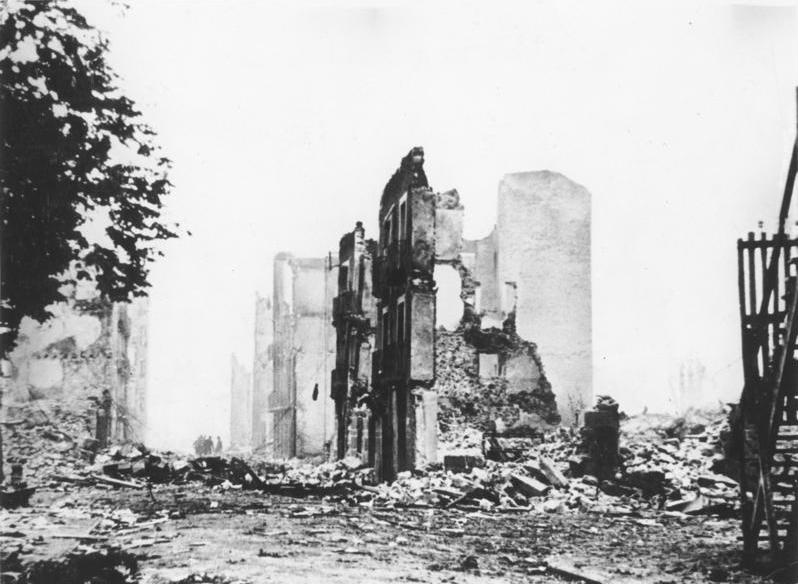
Das von der Legion Condor zerbombte Guernica

Mit durch die italienischen Truppen und Kolonialtruppen aus Marokko verstärkten Kräften versuchte Franco im Januar und Februar 1937 nochmals, Madrid zu erobern, scheiterte jedoch erneut in mehreren Schlachten um die Straße nach Coruña. In einer der ersten Aktionen der Corpo Truppe Volontarie (CTV) wurde am 8. Februar der Küstenstreifen um Málaga im Zuge der Schlacht von Málaga erobert. Dabei kam es zum Massaker von Málaga, als nationalistische Luft- und See-Einheiten flüchtende Bewohner Málagas beschossen.
Franco plante im Februar eine großangelegte zweiseitige Umfassungsoperation gegen Madrid, die jedoch aufgrund von Verzögerungen bei der Bereitstellung des CTV nur zum Teil ausgeführt wurde. In der bis Ende Februar dauernden Schlacht am Jarama südöstlich Madrids konnten sich die Republikaner trotz schwerer Verluste behaupten. Als die Italiener schließlich im folgenden Monat im Norden Madrids angriffen, erlitten sie in der Schlacht bei Guadalajara eine schwere Niederlage. Die Republikaner nutzten in diesen Schlachten den Vorteil der inneren Linien, der es ihnen erlaubte, rasch Truppen an bedrohte Frontabschnitte zu verlegen.
Franco erkannte, dass auf diese Weise der Krieg nicht beendet werden konnte, und verlagerte den Schwerpunkt seiner Kriegsführung auf die isolierten, nach wie vor republikanischen Küstenprovinzen im Norden, es begann der ein halbes Jahr andauernde „Krieg im Norden“. Als erstes wurde ab dem 31. März das baskische Bizkaia angegriffen, wobei die Legion Condor schwere Luftangriffe auf republikanische Stellungen und Orte im Hinterland flog. Zwei dieser Angriffe, auf Durango und Guernica, bleiben wegen der wahllosen Bombardierung von Zivilisten mit hohen Opferzahlen in Erinnerung. Sie hatten zudem beträchtliche Rückwirkungen auf die internationale öffentliche Meinung zu dem Krieg. Am 28. April, zwei Tage nach der Zerstörung durch die Legion Condor, erreichten Francos Truppen Guernica. Danach begann aber die Regierung, sich mit steigender Effizienz zu wehren.
Anfang Mai kam es in Barcelona zu innerrepublikanischen Auseinandersetzungen zwischen der inzwischen kommunistisch dominierten katalanischen Regionalregierung und den Anarchisten der CNT/FAI und der POUM, die die republikanische Seite in der Folge deutlich schwächten. Regierungschef Caballero, der sich gegen die kommunistische Vereinnahmung von Armee und Regierung gewehrt hatte, trat auf kommunistischen Druck eine Woche nach den Ereignissen zurück. Sein Nachfolger wurde der Sozialist Juan Negrín, zur wahren Macht hinter der Regierung entwickelten sich jedoch immer mehr die Kommunisten.
Im Mai und Juni begann die Regierung zwei Offensiven an der Zentralfront bei Segovia und Huesca, um Franco zu zwingen, Truppen von der Nordfront abzuziehen und so deren Vormarsch auf Bilbao zu stoppen. Beide scheiterten nach Anfangserfolgen. Mola, Francos stellvertretender Kommandeur an der Nordfront, wurde am 3. Juni bei einem Flugzeugabsturz getötet, sein Nachfolger wurde Fidel Dávila. Am 19. Juni wurde Bilbao erobert, nachdem sich die baskische Armee zurückgezogen hatte.
Anfang Juli begann die Regierung sogar eine starke Gegenoffensive bei Brunete im Gebiet von Madrid, um die Hauptstadt sowie die Nordfront zu entlasten. Die Nationalisten konnten diese jedoch mit einigen Schwierigkeiten und unter Einsatz der Legion Condor abwehren. Ebenso scheiterte eine Ende August begonnene Offensive zur Einnahme von Saragossa in der Schlacht von Belchite.
Danach konnte Franco die Initiative zurückerlangen. Seine Truppen konnten nach Kantabrien und Asturien vordringen und eroberten bis Ende Oktober die Städte Santander und Gijón, was die Eliminierung der Nordfront bedeutete. Den Nationalisten fielen dabei kriegswichtige Industrien und Kohleminen in die Hände. Am 28. August erkannte der Heilige Stuhl Franco an, unter dem Druck Mussolinis. Ende November ging die Regierung, als die Nationalisten bedrohlich nahe an Valencia herankamen, nach Barcelona.

### 1938
Im Januar und Februar kämpften die beiden Parteien um den Besitz der Stadt Teruel, wobei die Nationalisten sie ab dem 22. Februar endgültig halten konnten.
Am 6. März entschied die republikanische Seite das größte Seegefecht des gesamten Bürgerkrieges für sich und versenkte den Schweren Kreuzer Baleares in der Schlacht von Cabo de Palos. Der Ausgang des Gefechtes hatte keinen Einfluss auf den Verlauf des Krieges.
Am 14. April brachen die Nationalisten zum Mittelmeer durch. Das republikanische Gebiet wurde somit in zwei Teile geteilt. Im Mai bat die Regierung um Frieden, doch Franco verlangte die bedingungslose Kapitulation, und so ging der Krieg weiter.
Die Regierung begann jetzt eine Großoffensive, um ihre Gebiete wieder miteinander zu verbinden: Die Ebroschlacht begann am 24. Juli und dauerte bis zum 26. November. Die Offensive war ein Misserfolg und legte den endgültigen Ausgang des Krieges fest. Acht Tage vor Jahresende schlug Franco zurück, indem er starke Kräfte für eine Invasion Kataloniens aufbot.

### 1939

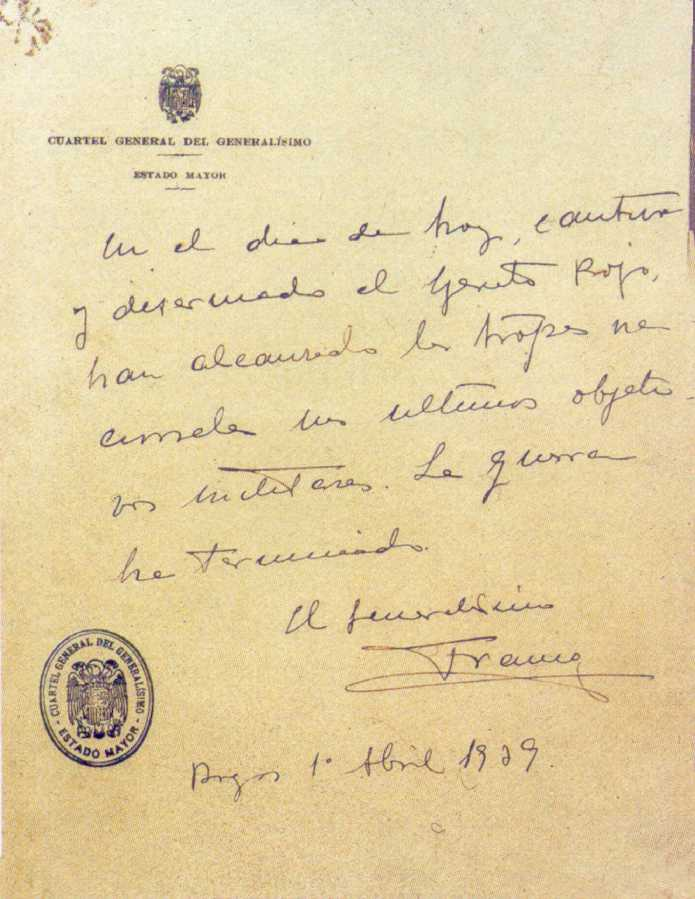
Bulletin Francos, das am 1. April 1939 die Niederlage der „roten Armee“ und das Ende des Bürgerkrieges verkündete.

Die am 23. Dezember 1938 begonnene Offensive der Nationalisten führte binnen weniger Wochen zur Besetzung Kataloniens. Tarragona fiel am 15. Januar, Barcelona am 26. Januar und Girona am 4. Februar. Am 10. Februar war ganz Katalonien besetzt. In Erwartung eines Massakers hatten bis dahin etwa 450.000 Menschen trotz Kälte, Schnee und ständiger Angriffe aus der Luft versucht, im Zuge der sogenannten Retirada nach Frankreich zu entkommen. Die französische Regierung öffnete die Grenze am 28. Januar für Zivilisten und am 5. Februar für Angehörige der republikanischen Streitkräfte, die in improvisierten Lagern wie dem Camp de Gurs interniert wurden. Staatspräsident Azaña und Ministerpräsident Negrín überschritten die Grenze am 6. bzw. am 9. Februar. Während Negrín sofort in die republikanische Zone zurückkehrte, trat Azaña Ende Februar in Frankreich als Staatspräsident zurück.
Nach dem Verlust Kataloniens kontrollierte die Republik nurmehr ein Drittel des spanischen Territoriums, ihre Streitkräfte waren aber noch immer etwa 500.000 Mann stark. Negrín, der allerdings nur noch von den Kommunisten und einem Teil der sozialistischen Partei gestützt wurde, wollte den Krieg bis zu dem von ihm erwarteten Beginn eines Krieges zwischen den europäischen Großmächten fortsetzen. Der Plan, den Spanischen Bürgerkrieg in einen europäischen Krieg zu „integrieren“ und so doch noch zu gewinnen, wurde allerdings durch die Regierungen von Großbritannien und Frankreich bereits am 27. Februar durchkreuzt, als diese die Franco-Regierung diplomatisch anerkannten.
Am 4./5. März 1939 putschten in Madrid Teile der republikanischen Armee unter Oberst Segismundo Casado unter dem Vorwand, dass eine kommunistische Machtübernahme bevorstehe, gegen die Regierung Negrín. Dabei wurden sie von antikommunistischen Anarchisten um Cipriano Mera und Eduardo Val und von Vertretern des rechten Flügels des PSOE um Julián Besteiro unterstützt. Sowohl Casado als auch Besteiro standen mit Vertretern der „fünften Kolonne“ Francos in Verbindung, die ihnen zu verstehen gegeben hatten, dass eine ausgehandelte Kapitulation möglich sei und bei einer kampflosen Übergabe Madrids nur die Kommunisten verfolgt werden würden. In einem mehrtägigen „Bürgerkrieg im Bürgerkrieg“, der etwa 2.000 Menschen das Leben kostete, setzte sich der von ihnen gebildete Consejo Nacional de Defensa gegen das von kommunistischen Offizieren befehligte I. Korps durch. Dessen Kommandeur wurde hingerichtet, zahlreiche Kommunisten wurden inhaftiert, beim Einmarsch der Truppen Francos in den Gefängnissen belassen und anschließend sofort von diesen getötet. Eine ähnliche Revolte in der Marinebasis Cartagena, an der sich die „fünfte Kolonne“ offen beteiligte, konnte von republikanischen Truppen noch einmal niedergeschlagen werden. Allerdings setzte sich die Flotte nach Französisch-Nordafrika ab, was die von Negrín geplante Massenevakuierung unmöglich machte.
Nach dem Casado-Putsch brach der republikanische Widerstand zusammen. An der gesamten Front begaben sich Soldaten in Gefangenschaft oder desertierten. Einige kleinere Verbände gingen in den Untergrund, um einen Guerilla-Krieg zu organisieren, der in einigen Gebieten bis 1951 andauerte. Trotz der faktischen Auflösung der republikanischen Armee befahl Franco erst am 26. März den allgemeinen Vormarsch der „nationalen“ Truppen. Ohne noch auf organisierten Widerstand zu stoßen, besetzten sie innerhalb weniger Tage das gesamte verbliebene Territorium der Republik. Madrid fiel am 27. März. Am 30. März besetzten italienische Truppen Alicante, wo zehntausende Flüchtlinge vergeblich auf eine Evakuierung gehofft hatten. Negrín konnte entkommen und bildete in Frankreich eine Exilregierung; Casado und einige seiner Unterstützer wurden nach Absprachen mit Franco und der britischen Regierung in Gandía von einem britischen Zerstörer aufgenommen. Ein Bulletin Francos erklärte den Bürgerkrieg am 1. April 1939 für beendet. Es ist einer der wenigen Fälle in der Geschichte, wo ein Krieg nicht mit Friedensverhandlungen oder einer Kapitulationserklärung zu Ende gegangen ist, sondern durch ein simples Dekret des Siegers für beendet erklärt wurde.

## Internationale Dimension

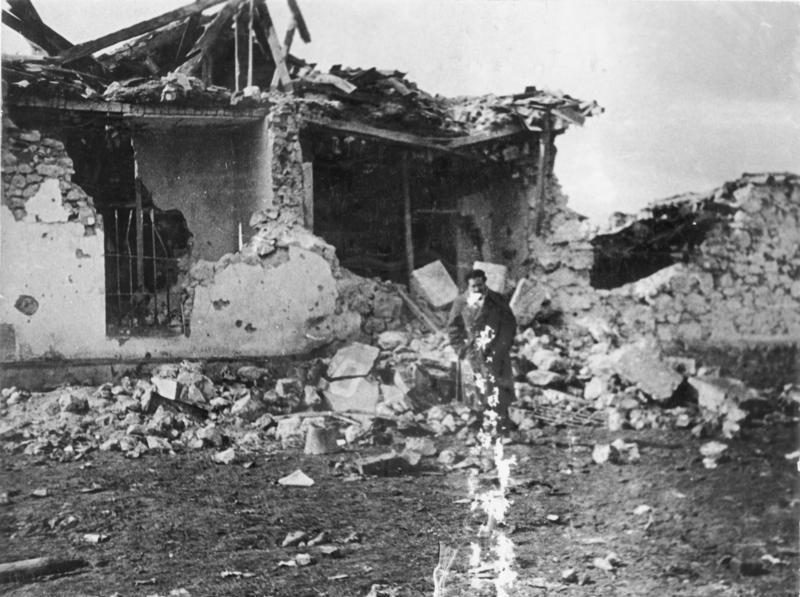
Ein während der Schlacht von Guadalajara zerstörtes Wegwärterhäuschen

Der Spanische Bürgerkrieg besaß einen gewichtigen internationalen Aspekt. Da er die ideologischen Konfliktlinien Europas widerspiegelte und die kontinentale Machtkonstellation in Bewegung brachte, hingen der Kriegsverlauf und das Schicksal der Republik entscheidend von der Haltung der anderen europäischen Mächte ab. Diese bildeten unter der Ägide des Völkerbundes das Nichteinmischungskomitee, welches bereits am 9. September 1936 zum ersten Mal zusammentrat. Obwohl die wichtigsten Akteure mit Ausnahme Portugals, das erst etwas später beitrat, formell Mitglied des Komitees waren, stellte sich bald heraus, dass das Prinzip der Nichteinmischung nicht ernsthaft verfolgt wurde.
Auf der einen Seite unterstützten das faschistische Italien und das nationalsozialistische Deutschland offen die Putschisten, während die liberalen Demokratien Frankreich und Großbritannien eine Nichteinmischungspolitik praktizierten und damit den Siegeszug der Aufständischen begünstigten. Die Sowjetunion dagegen belieferte die Republik bis 1938 mit Waffen und Beratern. Dadurch konnte sie die Madrider Regierung maßgeblich beeinflussen und die Stellung der zuvor unbedeutenden spanischen Partido Comunista de España (PCE) ausbauen. Außerdem betrieb die Sowjetunion entschieden den Rückgang der Sozialen Revolution. Letzteres geschah sowohl aus Machtinteresse als auch aus strategischen Gründen. Man wollte die Gunst der liberalen kapitalistischen Mächte gewinnen, die Stalin in der zu erwartenden Auseinandersetzung mit dem Faschismus auf seine Seite zu ziehen versuchte. So wurde Spanien zu einem militärischen und politischen Labor für die schwelende Systemkonkurrenz in Europa, die in den Zweiten Weltkrieg mündete. Die gewählte spanische Regierung wurde zu einem frühen Opfer der Appeasement-Haltung der führenden Demokratien, die nicht zuletzt einem antikommunistischen Kalkül geschuldet war. Die Putschisten wären ohne das Eingreifen Mussolinis und Hitlers nie so weit gekommen, konnten aber ihre vollständige Instrumentalisierung durch Rom und Berlin vermeiden.
Ein nicht unwesentliches Element bildete ferner die wirtschaftliche Unterstützung der Nationalisten durch ausländische Großkonzerne, besonders aus den USA und Großbritannien, in deren Händen sich große Teile der spanischen Industrie und Infrastruktur befanden. So kontrollierte Rio Tinto das Minenwesen und ITT gehörte ein Großteil der Kommunikationsinfrastruktur. Die geringeren finanziellen Mittel der Nationalisten gegenüber der republikanischen Regierung wurden durch großzügige ausländische Kredite fürs erste wettgemacht, die den Einkauf großer Mengen an Kriegsausrüstung wie Lastwagen, die nicht unter das Embargo bzw. die amerikanischen Neutralitätsgesetze fielen, und Öl erlaubte. Schwarze Geschäfte, wie die Lieferung von 40.000 Bomben durch DuPont, wurden dabei teilweise über Deutschland abgewickelt.
Die republikanische Seite, die einem materiell unterlegenen, aber besser ausgebildeten Gegner gegenüberstand, wurde von der Sowjetunion mit umfangreichen Materiallieferungen und 2000 Bewaffneten unterstützt. Mit fortschrittlichen I-16-Jagdflugzeugen und circa 600 T-26-Kampfpanzern hatte sie lange Zeit eine Überlegenheit an schwerem Material inne. Das restliche Kriegsgerät bestand allerdings zu weiten Teilen aus einem Sammelsurium veralteter Waffen: zehn verschiedene Gewehrtypen unterschiedlicher Kaliber aus acht Herkunftsländern, die wegen ihres Alters von 50 bis 60 Jahren schon museumsreif waren. Diese Waffenkäufe wurden mit dem spanischen Goldvorrat, der vom NKWD in die Sowjetunion verbracht wurde, verrechnet, wobei die Sowjetunion alleine durch den Umrechnungskurs des Rubels einen Gewinn von 25 % erzielte.
Besondere Bedeutung für den Kriegsverlauf hatte die umfangreiche Unterstützung durch deutsche und italienische Kampfflieger für die nationale Seite, wobei sich nach Eintreffen der Legion Condor das Blatt wendete. Im gesamten Krieg standen 1533 deutsche und italienische Maschinen nur 806 sowjetischen gegenüber. Die sonstige Materialhilfe des Deutschen Reichs und Italiens fiel im Vergleich mit der Sowjetunion geringer aus, doch überstieg die Zahl gerade der italienischen Freiwilligen weit das von der Sowjetunion geschickte militärische Personal. Die demokratischen Länder Europas beriefen sich auf ihre Neutralität, lediglich Frankreich öffnete bei zwei Gelegenheiten seine Grenze, um die Frente Popular mit Material zu unterstützen. Die Republik Polen unterstützte zwar die Putschisten nicht offiziell, lieferte aber Waffen an sie. Jedem Polen, der in die Internationalen Brigaden der Republik eintrat, wurde damals die polnische Staatsbürgerschaft entzogen. (Dies war auch der Grund, wieso das franquistische Spanien nach dem Zweiten Weltkrieg zu den wenigen Ländern zählte, welche die Polnische Exilregierung nach 1945 weiterhin anerkannten.) Die spanische Regierung musste sich schließlich an internationale Waffenhändler wenden. Das militärische Gerät, das sie zur Verteidigung der Zweiten Republik verwendete, stammte schließlich aus über 30 Ländern, allerdings wurde auf Seiten Francos erbeutetes oder anders erstandenes veraltetes Material genauso genutzt wie von den Republikanern. Die Gründe der Unterlegenheit der republikanischen Verbände sind daher nicht ausschließlich beim Kriegsgerät zu suchen, sondern nicht zuletzt bei dessen Anwendung durch oft unerfahrene und schlecht ausgebildete Offiziere und Soldaten.

### Unterstützer der Putschisten/Nationalisten

#### Deutschland

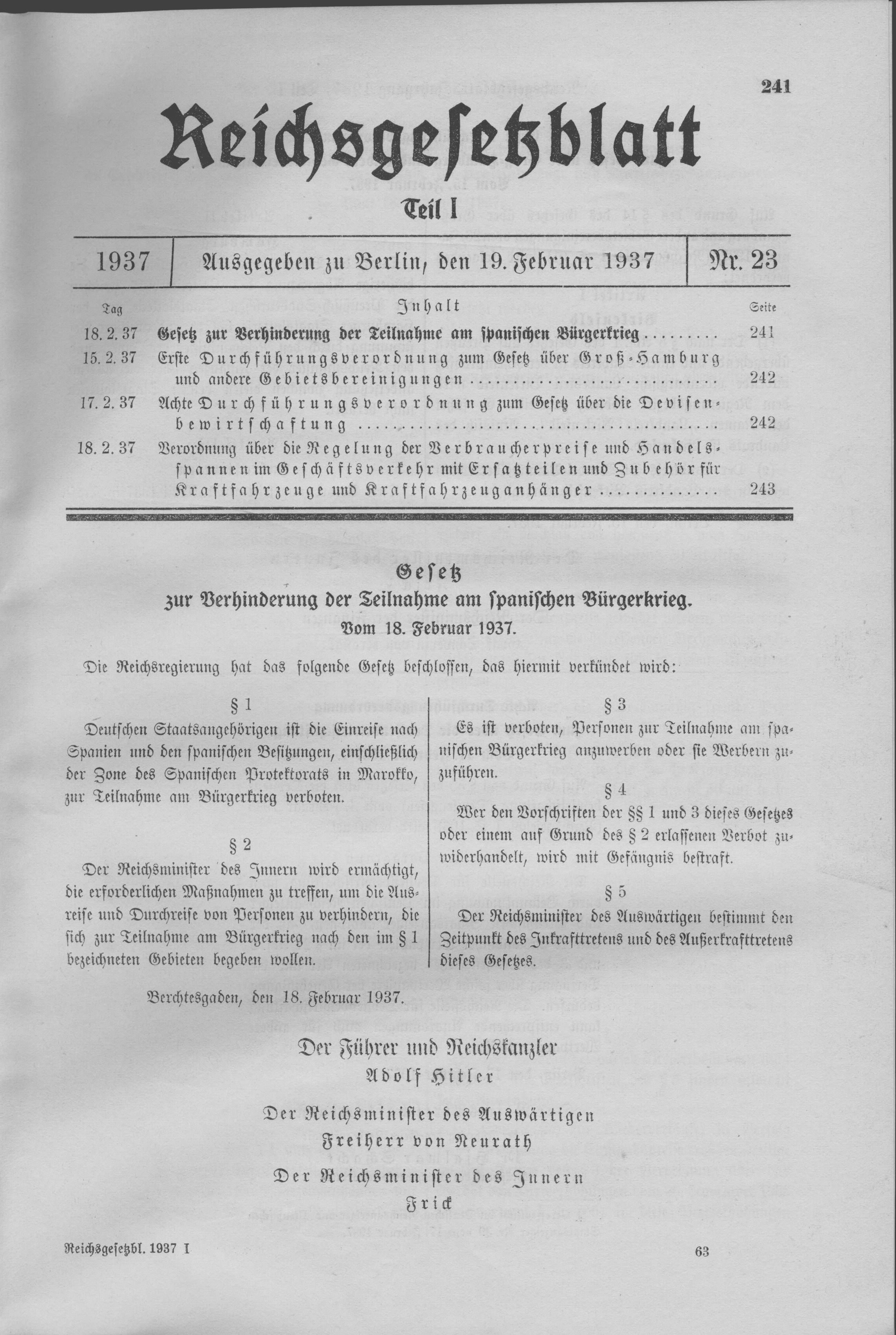
Gesetz zur Verhinderung der Teilnahme am Spanischen Bürgerkrieg, vom 18. Februar 1937 (Deutsches Reich)

Nach einem dringlichen Hilfegesuch Francos hatte Hitler die Putschisten spontan mit den notwendigen Mitteln unterstützt. Für das NS-Regime war der Bürgerkrieg ein neues Schlachtfeld im weltweiten Konflikt gegen den „Bolschewismus“. Neben der offen vorgetragenen ideologischen Komponente taten sich vor allem strategische und militärische Gründe für das NS-Engagement auf. Spanien sollte von keinem Regime regiert werden, das dem Deutschen Reich feindlich gegenüberstehen würde. Hier spielten schon Hitlers Kriegsvisionen eine Rolle. Dies geschah vor dem Hintergrund, dass Frankreich seit Juli 1936 ebenfalls eine Volksfront-Regierung besaß, deren Vorgängerin bereits erste Annäherungen zur Sowjetunion betrieben hatte – was aber auf britischen und innenpolitischen Druck hin bald ein Ende fand.
Hinzu kamen wirtschaftliche Motive: Spanien besaß eine Reihe von Rohstoffen, die für die Rüstungsindustrie relevant waren und die man sich per Abkommen mit dem Franco-Regime aneignen wollte. Konkurrent hierbei war Großbritannien. Bereits unmittelbar nach dem Putsch verließen sämtliche Angestellte von deutschen Konzernen die von der Republik kontrollierten Gebiete. Sie begaben sich entweder in die von Franco kontrollierten Gebiete oder verließen per Schiff Spanien, wobei einige der Angestellten der IG-Farben als Transportmittel das Panzerschiff Deutschland benutzt haben dürften. Wahrscheinlich kämpften insgesamt 16.000 deutsche Staatsbürger in Spanien auf Seiten Francos. Im Maximum betrug ihre Anzahl etwa 10.000. Die Anzahl der getöteten deutschen Staatsbürger wird mit 300 angegeben.

##### Finanzielle Beihilfen
Die finanziellen Beihilfen Deutschlands zugunsten der Nationalisten betrugen im Jahr 1939 etwa £ 43.000.000 ($  215.000.000). Diese Beihilfen wurden zu 15,5 % für die Gehälter und Ausgaben, 21,9 % für Waffenlieferungen und 62,6 % für die Legion Condor verwendet.

##### Waffenlieferungen
Die sehr prompte Lieferung von Waffen über den Seeweg legt nahe, dass Waffen schon vor dem Militäraufstand von den Putschisten in Deutschland geordert wurden. Bereits einige Tage nach dem Militärputsch, am 22. Juli 1936, war das deutsche Dampfschiff Girgenti im Hafen von Valencia von republikanischen Kräften nach Waffen durchsucht worden. Das deutsche Außenministerium protestierte bei der republikanischen Regierung in Madrid. Kurz darauf wurde das Dampfschiff von Joseph Veltjens gechartert und am 22. August 1936 in Hamburg erneut mit Waffen für die putschenden Militärs in der Region La Coruña beladen. Zudem lieferte Veltjens am 14. August 1936 an den spanischen General und Hauptakteur des Putsches Emilio Mola sechs He 51-Jagdflugzeuge. Bei einer Verhandlung mit dem diktatorisch regierenden portugiesischen Ministerpräsidenten António de Oliveira Salazar erreichte am 21. August 1936 Johannes Bernhardt, dass Kriegsmaterial und Treibstoff über den Hafen von Lissabon eine Blockade des Hafens von Cádiz durch die republikanische Marine umgehen konnte. Der anfangs mit der wirtschaftlichen Koordination beauftragte Walter Warlimont regte an, ein Unternehmen nach dem Montan-Schema zu gründen. Als Ergebnis eines Treffens am 2. Oktober 1936 entstand als Pendant zu der in Spanien operierenden HISMA in Deutschland die Rohstoff- und Wareneinkaufsgesellschaft mbH (ROWAK). Geschäftsführer der ROWAK wurde Eberhard von Jagwitz, ein Freund von Bernhardt. Weil die Putschisten nicht über genug Währungsreserven verfügten, wurde mit dem Deutschen Reich ein Verrechnungssystem etabliert, in dem Kriegsgerät etwa gegen Bergbau-Konzessionen verrechnet wurde. Laut dem Historiker Hugh Thomas bereiste Friedrich Bethke direkt nach der Einnahme Bilbaos im Juni 1937, über 14 Tage lang sämtliche Erzbergwerke, Hochöfen und Walzwerke in dieser Region. 1937 hatte die ROWAK 73 Minenrechte, 1938 waren es 135. Die Minenrechte bezogen sich auf strategische Rohstoffe wie Eisen, Kupfer, Blei, Wolfram, Zinn, Zink, Kobalt und Nickel. Später überschrieb Franco dem Deutschen Reich zur Begleichung seiner Kriegsschulden sechs Minen.

##### Deutsche Unternehmen
Als deutsches Unternehmen spendete z. B. die IG-Farben mehrmals während des Spanischen Bürgerkrieges Beträge in Höhe von 100.000 Peseten und bedachte militärische Erfolge Francos mit Sonderprämien. Gemeinsam mit Siemens und anderen deutschen Unternehmen unterstützte sie die Legion Vidal, eine Sanitätstruppe der Putschisten. Zudem lieferte die IG-Farben wichtige Rohstoffe zur Erzeugung von Kriegsgütern. Des Weiteren lieferte die Gesellschaft für die Legion Condor die Elektron-Thermit-Stabbrandbombe B 1 E, die bei dem Luftangriff auf Gernika und andere baskische Städte eingesetzt wurde. Nachweislich erstellte die Gesellschaft auch Schwarze Listen und Berichte über Belegschaftsangehörige der IG-Farben in den Gebieten der Republik. Laut diesen Berichten standen zwei Drittel der Belegschaftsangehörigen auf der Seite der Spanischen Republik. Diejenigen Mitarbeiter, die den Putsch Francos begrüßten, erhielten Anweisungen zur Sabotage. Einige dieser Mitarbeiter gelangten sogar in Führungspositionen, wie zum Beispiel Juan Trilla Buxeda, der einen Betriebsrat der IG-Farben leitete. Laut einem US-Regierungsbericht konnten insgesamt 104 Personen identifiziert werden, die als Spitzel für die IG-Farben sowie andere deutsche Firmen tätig waren. Ab 1938 erfolgte in Spanien der Aufbau eines der vier weltweiten Zentren des Etappendienstes außerhalb des Deutschen Reichs. Im Juni 1938 inspizierte Hellmuth Heye die Standorte in Spanien, die in den ersten Jahren des Bürgerkrieges stillgelegt worden waren.
Kriegsmateriallieferungen organisierte Hans Eltze für das Exportkartell Ausfuhrgemeinschaft für Kriegsgerät.

##### Unternehmen Feuerzauber
Die erste rein militärische Unterstützung Francos durch das nationalsozialistische Deutschland erfolgte schon zu Beginn des Spanischen Bürgerkrieges. Am 27. Juli 1936 wurde, um die militärische Hilfe für Franco zu organisieren und die verschiedenen Waffengattungen zu koordinieren, der Sonderstab W unter Hermann Göring gebildet, welcher von Helmut Wilberg und Erhard Milch geleitet wurde. Das erste Projekt des Sonderstabs W wurde nach dem 3. Akt, 3. Szene aus Wagners Walküre, Unternehmen Feuerzauber benannt. Es war die Luftbrücke mit Ju 52 Transportflugzeugen, durch welche Truppen der Putschisten, darunter auch Fremdenlegionäre, von Spanisch-Marokko auf das Festland nach Cádiz und Málaga verlegt wurden. Den Beschluss, sogar 20 statt der gewünschten 10 Flugzeuge zur Verfügung zu stellen, hatte Hitler am Abend des 25. Juli in Bayreuth getroffen, wo ihn drei Abgesandte Francos aufgesucht hatten. Die Verlegung dauerte vom 28. Juli bis Oktober 1936, dabei transportierten die 20 deutschen Ju 52 in mehr als 800 Flügen etwa 14.000 Fremdenlegionäre und 500 Tonnen Material. Als Begleitschutz entsandte das Deutsche Reich sechs Heinkel-51-Kampfflugzeuge. Technischer Koordinator der Luftbrücke an der Seite Francos war der deutsche Hauptmann Heinichen.
Zudem sicherten die deutschen Panzerschiffe Deutschland und Admiral Scheer als Begleitschutz nationalistische Schiffe, die über die Straße von Gibraltar Truppen aus Spanisch-Westafrika nach Südspanien transportierten. Ohne dieses Eingreifen wäre vermutlich der Militärputsch bereits in den ersten Tagen gescheitert. Einer der Verantwortlichen war Johannes Bernhardt. Er organisierte auch Tetraethylblei zur Herstellung von Flugzeugbenzin aus Portugal, Gibraltar und Tanger. Zur weiteren Unterstützung des putschenden Generals Franco entsandte Hitler als Geschäftsträger der Reichsregierung Wilhelm Faupel, einen ehemaligen Militärberater in Argentinien und Generalinspekteur der peruanischen Armee. Die geleistete deutsche Militärhilfe war ausschließlich für Francos Spanische Legion bestimmt.

##### Legion Condor
Am 16. November 1936 trafen die ersten 5.000 deutschen Soldaten und am 26. November 1936 weitere 7.000 der Legion Condor in Cádiz ein. Die Legion Condor, die nach Spanien entsandt wurde und offiziell nur aus Freiwilligen bestand, verfügte bereits nach einigen Monaten über 100 Flugzeuge. Trotz der deutschen Unterzeichnung einer Nicht-Interventions-Vereinbarung im September 1936 griff die Legion Condor in alle wichtigen Schlachten ab 1937 ein: Bilbao, Brunete, Teruel und am Ebro-Bogen. Von besonderer – auch symbolischer – Tragweite war der Luftangriff auf Gernika am 26. April 1937, bei dem die religiöse Hauptstadt des Baskenlandes fast vollständig zerstört wurde. Die Legion Condor war auch am Massaker von Málaga beteiligt, bei dem etwa 10.000 Menschen ums Leben kamen. Im Januar 1937 wurde zudem die Legion Condor durch eine Panzerabteilung mit 100 Panzern vom Typ Panzerkampfwagen I unter dem Befehl von Oberstleutnant Wilhelm Ritter von Thoma verstärkt, die aber nur zu Ausbildungszwecken verwendet wurden. Während des Spanischen Bürgerkrieges hatte die Legion Condor keinerlei Versorgungsprobleme mit Erdölprodukten, da Royal Dutch Shell, Texas Oil Company und die Standard Oil Company lieferten. Neben der Unterstützung Francos durch die Legion Condor und motorisierten Verbänden lieferte Deutschland regelmäßig Waffen, Munition und weiteres Kriegsmaterial, die in Hamburg zur Tarnung auf zivile Frachtschiffe verladen wurden. Die ersten zivilen Frachter, die Kamerun und Wigbert, trafen bereits am 22. August 1936 ein.

##### Kriegsmarine
Bei dem Unternehmen Ursula (benannt nach der Tochter von Karl Dönitz), unter dem Oberkommando von Hermann Boehm, entsandte die Kriegsmarine am 20. November 1936 die U-Boote U 33 und U 34 in das Mittelmeer. Um dies geheim zu halten, wurden alle hoheitlichen Zeichen der U-Boote unkenntlich gemacht. Ziel der Operation war es, die republikanischen Nachschubwege abzuschnüren. Die U-Boote erreichten das Mittelmeer in der Nacht vom 27. auf den 28. November und übernahmen Patrouillen von italienischen U-Booten, die bereits republikanische Häfen blockierten. Ende November hielten sich die beiden deutschen U-Boote im Seeraum zwischen Cartagena und Almería auf.
Am 1. Dezember 1936 eröffneten die deutschen U-Boote im Mittelmeer einen völkerrechtswidrigen Unterwasserkrieg gegen die Spanische Republik. U 33 versuchte am 2. Dezember einen Schiffskonvoi zu torpedieren. Wegen eines voranlaufenden republikanischen Zerstörers konnte der Konvoi nicht torpediert werden. Am nächsten Tag versuchte U 33 erneut, den Konvoi anzugreifen. Dieser Angriff wurde durch die Anwesenheit eines britischen Zerstörers gestört. Nach einem Fehlschuss auf einen Frachter brach U 34 den Angriff ab. Francos Flottenchef Admiral Moreno wusste von einem weiteren, für den 7.–9. Dezember geplanten Konvoi mit vier republikanischen Dampfern und drängte das Deutsche Reich erneut zum Angriff. Am 8. Dezember feuerte U 34 seinen dritten Torpedo gegen einen Begleitzerstörer des Konvois, traf diesen aber nicht. Am 9. Dezember 1936 erhielten die beiden U-Boote den Befehl, das Operationsgebiet binnen drei Tagen zu verlassen. Auf der Fahrt in den Atlantischen Ozean sichtete Kapitänleutnant Harald Grosse von U 34 am 12. Dezember vor der Hafeneinfahrt von Málaga das republikanische U-Boot C-3 und versenkte es. Am 13. Dezember 1936 passierten die beiden deutschen U-Boote ungesehen die Straße von Gibraltar. Die Rückkehr der U-Boote nach Wilhelmshaven im Dezember markiert das offizielle Ende des Unternehmens Ursula. Verschiedene Gründe, wie zum Beispiel die Schwierigkeiten der eindeutigen Identifizierung von Zielen, sowie Bedenken über die Enttarnung der Mission, begründeten den Abbruch der Operation. Kapitänleutnant Grosse von U 34 erhielt 1939 als einziger Angehöriger der Kriegsmarine das Spanienkreuz in Gold, der Kommandant von U 33, Kapitänleutnant Kurt Freiwald, nur das sehr häufig verliehene Spanienkreuz in Bronze.

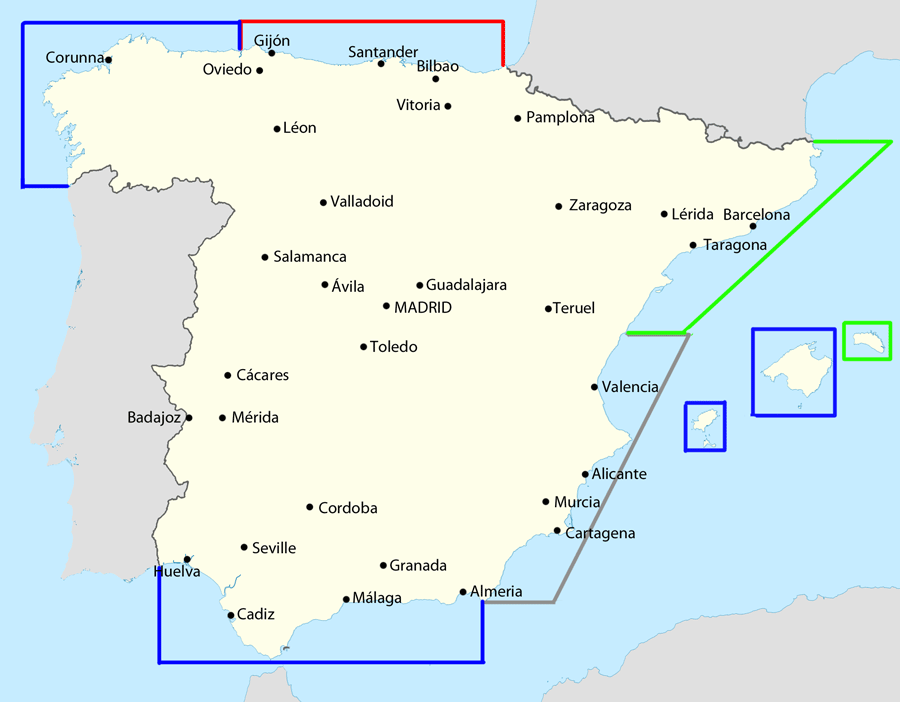
Übersichtskarte über die Operationsgebiete zur Durchsetzung des beschlossenen Waffenembargos (Gebiet der deutschen Kriegsmarine ist in Grau)

Im Februar 1937, während der Schlacht von Málaga, beschoss die Admiral Graf Spee Málaga. Mit Seestreitkräften Großbritanniens, Italiens und Frankreichs beteiligte sich die Kriegsmarine auch an der internationalen Seeblockade zur Durchsetzung eines Waffenembargos gegen Spanien, wobei ihr ein Küstenbereich im Mittelmeer etwa zwischen Almería und Valencia zugewiesen war. Faktisch diente dieser Einsatz der Unterstützung der putschenden spanischen Nationalisten unter Franco. Befehlshaber der Seestreitkräfte waren Wilhelm Marschall und Rolf Carls. Die Kriegsmarine entsandte die Panzerschiffe Admiral Scheer und Deutschland. Bis Mitte Oktober wurden des Weiteren der Leichte Kreuzer Köln und vier Torpedoboote nach Spanien entsandt. Am 29. Mai 1937 wurde das Panzerschiff Deutschland vor Ibiza bombardiert und beschädigt. Dieser Angriff der republikanischen Luftwaffe forderte 31 Tote und 75 Verwundete. Nach dem Angriff erhielt die Admiral Scheer den Befehl, einen Vergeltungsschlag gegen den befestigten Hafen von Almería, den Liegeplatz der republikanischen Flotte, durchzuführen. Da viele Granaten ihre Ziele verfehlten und in der Stadt einschlugen, war der Einsatz wenig erfolgreich. 21 Bewohner kamen bei dem Beschuss ums Leben, weitere 55 wurden verletzt. Beteiligt an den Operationen der Kriegsmarine waren in den Jahren 1936 bis 1939 zwölf Torpedoboote, sechs Leichte Kreuzer und drei Panzerschiffe.
Unmittelbar nach dem Bombenangriff republikanischer Flugzeuge gegen das Panzerschiff Deutschland am 29. Mai 1937 wurden vier U-Boote der U-Bootsflottille „Saltzwedel“ in spanische Gewässer geschickt, um an der internationalen Seekontrolle teilzunehmen. Ihr Kontrollgebiet war die spanische Atlantikküste. Eines dieser vier U-Boote, U 35, sichtete am 3. Juni 1937 vor Santander einen Konvoi, der von zwei republikanischen Zerstörern begleitet wurde. Als einer der Zerstörer das U-Boot erkannte und abdrehte, tauchte U 35 auf und versuchte den Zerstörer zu versenken.
Nachdem der deutsche Kreuzer Leipzig mit vier Torpedos am 15. Juni 1937 angegriffen worden war, bereitete Hermann von Fischel eine neue geheime U-Boot-Aktion im Mittelmeer vor, einem Gebiet in dem sich deutsche U-Boote nicht aufhalten durften. Vor der Durchfahrt der Straße von Gibraltar übermalten U 28, U 33 und U 34 ihre Nummern- und Neutralitätszeichen. Zu dieser Zeit hielt sich bereits U 14 ohne Kennzeichen und Flagge im Mittelmeer auf. Der Einsatzbefehl zum Angriff auf republikanische Schiffe wurde aus unbekannten Gründen nicht erteilt. Offiziell beendete die deutsche Kriegsmarine ihre Tätigkeit in Spanien Ende 1938. Als letztes U-Boot verließ U 35 Ferrol am 5. Januar 1939 das Mittelmeer in Richtung Brunsbüttel.

##### Konzentrationslager/Gestapo

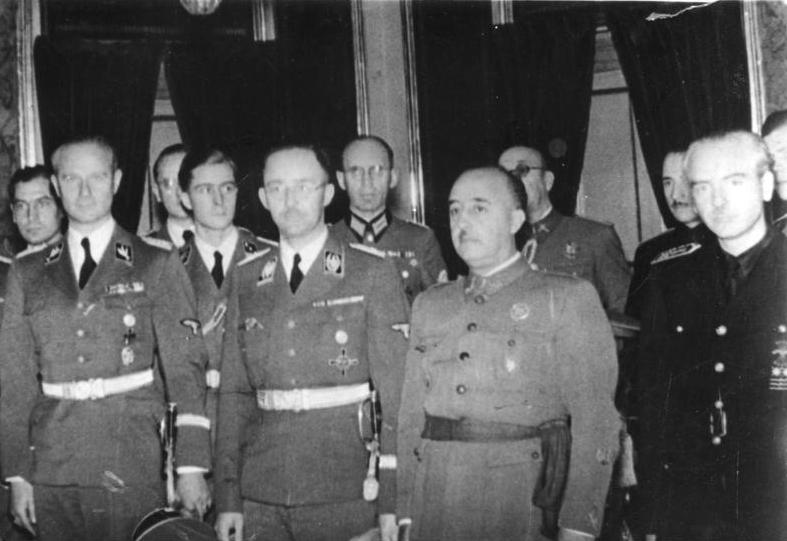
Reichsführer SS Heinrich Himmler mit Karl Wolff bei einem Treffen mit Francisco Franco in Spanien (25. Oktober 1940)

1937, während des Spanischen Bürgerkrieges, errichteten die Putschisten in Miranda de Ebro ein Konzentrationslager nach deutschem Vorbild. Dieses Lager wurde von dem SS- und Gestapo-Mitglied Paul Winzer geführt. Nach einem Gestapo-Bericht vom August 1939 befanden sich Gestapo-Beamte in Spanien, die Gefangene vernahmen. Nach dem Polizeiabkommen vom 31. Juli 1938 zwischen Heinrich Himmler und Severiano Martínez Anido wurde von SS-Sturmbannführer Winzer neben dem bestehenden Abwehrnetz ein SD-Netz in Spanien aufgebaut. Zahlreiche SD-Mitarbeiter waren bei deutschen Unternehmen in Spanien beschäftigt. Die Zusammenarbeit beinhaltete auch die gegenseitige Auslieferung von „politischen Verbrechern“. Im Jahr 1940 besuchte zudem Heinrich Himmler mit Karl Wolff Spanien. Das Treffen hatte zwei Hauptziele: die Rückführung der deutschen Kriegsgefangenen, und potenzieller alliierter Spione in Spanien habhaft zu werden. Heinrich Himmler besuchte auch das Konzentrationslager Miranda de Ebro bei Burgos.

##### Propaganda-Hilfe
Zudem leistete das Deutsche Reich Propaganda-Hilfe. Die Deutschen richteten in Salamanca eine Presse- und Propagandastelle ein, die dem Regime Franco die erprobten Techniken des Reichsministeriums für Volksaufklärung und Propaganda vermittelte. Zu den Aufgaben des Propaganda-Büros gehörte auch die Vermittlung der spanischen Ereignisse im Deutschen Reich.

##### Geheime Operationen
Vor dem Verbot der irischen Regierung, am Kriegsgeschehen teilzunehmen, begaben sich schätzungsweise 700 irische Freiwillige nach Spanien. Die Verschiffung der irischen Freiwilligen von der Irish Brigade wurde von Joseph Veltjens organisiert, der im Auftrag des Deutschen Reiches handelte.

##### Diplomatie
Nachdem sich Franco zum Staatsoberhaupt hatte erheben lassen, erkannten Deutschland und Italien am 18. November 1936 das putschende Militär als rechtmäßige Regierung Spaniens an. Geschäftsträger der Reichsregierung in Salamanca war Wilhelm Faupel. In dieser Funktion war er für die Beziehungen zu Franco zuständig. Von Februar bis Oktober 1937 war er Botschafter des Deutschen Reiches in Spanien. Außerdem wurde Oberstleutnant Walter Warlimont als Militärischer Bevollmächtigter des Reichskriegsministers nach Spanien kommandiert. Göring gab in den Nürnberger Prozessen an, bei Hitler auf die Erprobung der neuen Luftwaffe gedrängt zu haben. Die Luftwaffe unterstützte von 1937 an sämtliche Militäroperationen der Rebellen. Den bekanntesten Fall bildet die Stadt Gernika. Die Bombardierung der Stadt ist ein Beispiel der verheerender Wirkung von Flächenbombardierungen.

#### Italien
Neben dem Deutschen Reich mischte sich auch Italien ins spanische Kriegsgeschehen ein, und zwar in weit größerem Umfang als die deutsche Seite. Mussolinis wichtigstes Ziel dabei war, eine von ihm befürchtete Allianz zwischen Frankreich und Spanien, die im Sommer 1936 beide von linken Regierungen geführt wurden, unmöglich zu machen, und umgekehrt ein von einer rechten Regierung geführtes Spanien in die eigene Einflusszone zu integrieren. Die Intervention in Spanien ließ er mit der gleichen „Lüge“ begründen, mit der auch die spanischen Generale ihren Putsch gerechtfertigt hatten – Spanien stehe vor einer „kommunistischen Machtübernahme“. Der Bürgerkrieg in Spanien beschleunigte das Zusammengehen der beiden faschistischen Staaten (Achsenmächte). Am 4. August 1936 trafen sich der italienische General Roatta und der Chef des deutschen Auslandsgeheimdienstes Admiral Canaris in Bozen zu einem ersten Gespräch über die beiderseitigen Unterstützungsmaßnahmen für die Putschisten.
In Rom hatte man, anders als in Berlin, schon im Vorfeld über die Absichten der spanischen Generäle Bescheid gewusst. Italienische Stellen hatten seit 1931 alle wesentlichen Strömungen der antirepublikanischen Rechten finanziell gefördert. Ende März 1934 hatte Mussolini in Rom direkt mit einer Delegation spanischer Monarchisten und Militärs verhandelt. Angehörige der karlistischen Miliz, deren rund 30.000 Mitglieder in Andalusien und Navarra eine wichtige Rolle bei dem Aufstand im Juli 1936 spielten, wurden in Italien – getarnt als „peruanische Offiziere“ – militärisch ausgebildet. Das tatsächliche Ausmaß italienischer Waffenlieferungen vor dem Putsch ist umstritten; Mussolini hatte im März 1934 20.000 Gewehre und 200 Maschinengewehre zugesagt, die über Portugal eingeschleust werden sollten.
Da die Putschisten mit einem sofortigen Erfolg gerechnet hatten, waren vorab keine Absprachen über Unterstützungsmaßnahmen erfolgt. Franco sandte allerdings schon am 19. Juli 1936 den rechten Journalisten Luis Bolín nach Rom, um dort zunächst um Transportflugzeuge zu bitten. Er versprach im Gegenzug für die Zukunft eine enge Anlehnung Spaniens an Italien. Mussolini hielt sich indes länger als eine Woche mit konkreten Zusagen zurück, bis er Ende Juli über sichere Informationen verfügte, dass weder Großbritannien noch Frankreich (unter britischem Druck und angesichts zahlreicher Sympathisanten der Putschisten in der Presse und der Armee) die spanische Republik unterstützen würden. Mussolini und sein Außenminister Ciano waren umgekehrt davon überzeugt, dass eine italienische Unterstützung der Aufständischen die „verdeckte Billigung“ Großbritanniens besaß, weshalb es auch die Sowjetunion nicht wagen würde, zugunsten der Republik zu intervenieren. Als erste Hilfsmaßnahme flogen am 30. Juli 1936 zwölf umlackierte Transport- und Bombenflugzeuge vom Typ SM.81 von Sardinien nach Spanisch-Marokko, wo die Besatzungen Uniformen der spanischen Fremdenlegion erhielten und sich dem Kommando Francos unterstellten.
Am 18. November 1936 erkannte Italien (gemeinsam mit Deutschland) die in Burgos residierende Junta der Putschisten als rechtmäßige Regierung Spaniens an. Von da an befand sich Italien de facto im Kriegszustand mit der spanischen Republik. Nachdem Franco mit der Einnahme Madrids gescheitert war und sich eine ernste militärische Krise der Aufständischen abzeichnete, entschied Mussolini, mit einem Großaufgebot an regulären Truppen Präsenz zu zeigen. Im Dezember 1936 traf der erste italienische Großverband unter dem Kommando von General Mario Roatta ein. Die „Freiwilligenverbände“ des Corpo Truppe Volontarie (CTV) erreichten bis April 1937 eine Truppenstärke von 80.000 Mann. An die 6.000 hiervon gehörten zu Luftwaffeneinheiten, 45.000 zum Heer und 29.000 zu den faschistischen Milizen. Hinzu kamen im Verlauf des Krieges insgesamt an die 1.000 Flugzeuge, 2.000 Artilleriegeschütze, 1.000 gepanzerte Fahrzeuge sowie große Mengen an Maschinengewehren und Gewehren. Mussolini stellte Franco außerdem vier Zerstörer sowie zwei U-Boote zur Verfügung. Das etwa 6 Milliarden Lire teure Material ging entweder verloren oder blieb nach dem Krieg in Spanien, was unter anderem dazu führte, dass Italien zu Beginn des Zweiten Weltkrieges nicht alle eingezogenen Rekruten einkleiden und bewaffnen konnte.
Die meisten Angehörigen der italienischen Einheiten hatten sich tatsächlich freiwillig gemeldet, nicht zuletzt, weil der Einsatz in Spanien außerordentlich gut bezahlt wurde. Rund 3.200 von ihnen kamen bei den Kampfhandlungen ums Leben. Obwohl bis heute vor allem die Niederlage des CTV in der Schlacht bei Guadalajara in Erinnerung geblieben ist, spielten die italienischen Truppen und Flugzeuge vor allem in den ersten zwölf Monaten des Krieges eine wichtige Rolle: Sie nahmen an der Luftbrücke von Marokko nach Spanien teil, vertrieben die republikanische Marine aus der Straße von Gibraltar, eroberten im Februar 1937 Málaga und sorgten bei dem mehrere Monate dauernden Feldzug zur Besetzung der republikanischen Gebiete im Norden für das zahlenmäßige Übergewicht der Angreifer. Italienische Bomber flogen von Mallorca aus bis 1939 dutzende Angriffe auf Barcelona und Valencia. Bei den drei schwersten Angriffen vom 16.–18. März 1938 kamen dabei in Barcelona zwischen 500 und 1.000 Menschen ums Leben. Bei einem Luftangriff auf Granollers am 31. Mai 1938 starben über 200 Menschen. Italienische Flugzeuge und U-Boote griffen entlang der spanischen Mittelmeerküste bis zum Kriegsende Schiffe mit Kriegsmaterial für die Republik an und versenkten viele von ihnen.

#### Portugal
Als in Spanien 1936 der Bürgerkrieg ausbrach, unterstützte der portugiesische „Estado Novo“ den Putsch Francos. Zudem erfolgte die Versorgung der Nationalisten mit Kriegsmaterial über Portugal. Bereits in den ersten Wochen des Krieges sollte eine Legion, die Legion Viriato, aufgestellt und nach Spanien entsandt werden. Nach pro-republikanischen Unruhen in Portugal beschloss die Regierung Salazar Abstand von einem direkten Eingriff in das Kriegsgeschehen zu nehmen. Bevor überhaupt eine Mitgliederwerbung für die Legion stattfinden konnte, wurde diese aufgelöst. Unter dem Deckmantel der Neutralität autorisierte die portugiesische Regierung die Rekrutierung von Freiwilligen für die Spanische Legion. Portugiesische Freiwillige, die durch eine groß angelegte Öffentlichkeitskampagne angeworben wurden und für die spanischen Nationalisten kämpften, wurden deshalb als Viriatos bezeichnet. Bis zu 12.000 portugiesische Freiwillige kämpften während des Krieges auf Seiten Francos. Während des Spanischen Bürgerkrieges gab es im Gegensatz zu den faschistischen Staaten Deutschland und Italien nie eine autonome portugiesische Kommandostruktur. Bei der Siegesparade Francos in Madrid, am 19. Mai 1939, bildete die portugiesische Legion Viriato mit der deutschen Legion Condor die Nachhut.
Bereits im März 1939, kurz vor dem Ende des Spanischen Bürgerkrieges im April 1939, unterzeichnete Portugal einen Freundschafts- und Nichtangriffspakt mit Spanien, den Bloco Ibérico.

#### Irland
Während des Spanischen Bürgerkrieges kämpften schätzungsweise 700 irische Freiwillige in der Irischen Brigade unter der Führerschaft von Eoin O’Duffy auf der Seite Francos.
Am 12. Dezember 1936 verschiffte im Auftrag des deutschen Reiches Joseph Veltjens insgesamt 600 irische Freiwillige von Galway in den spanischen Marine-Hafen El Ferrol. Nach der Verschiffung erfolgte in Cáceres, dem Hauptquartier Francos, die militärische Ausbildung der Freiwilligen. Die Iren wurden ein Teil des XV Bandera Irlandesa del Terico der Spanischen Legion. Mit ihrer Stärke war die Irische Brigade die größte ausländische Einheit in der spanischen Legion. Am 17. Februar erfolgte die Verlegung der Brigade nach Ciempozuelos, einem Ort 35 Kilometer südlich von Madrid am Fluss Jarama. Die Schlacht am Jarama war die letzte Schlacht, an der die Irische Brigade teilnahm. Im Juni 1937 wurden sie via Lissabon nach Irland verschifft. Von den schätzungsweise 700 irischen Freiwilligen starben nach nicht offiziellen Angaben 77 Brigadisten.

### Unterstützer der Spanischen Republik

#### Internationale Milizionäre
Die ersten internationalen Milizionäre zu Beginn des Spanischen Bürgerkrieges waren vornehmlich Teilnehmer der Volksolympiade in Barcelona und politische Emigranten, die in Spanien lebten. Dabei handelte es sich um 300 Milizionäre, die sich nach dem Militärputsch in Barcelona in Gruppen (spanisch: Grupo) organisierten. Sie bildeten mit den ersten internationalen Freiwilligen, die über Frankreich nach Spanien kamen, Gruppen von internationalen Milizionären. Diese Gruppen gingen in Hundertschaften (spanisch Centuria) auf, die zu Beginn des Bürgerkrieges vornehmlich an der Aragon-Front kämpften. Kommunistische internationale Freiwillige kämpften vornehmlich in PSUC-Milizeinheiten, sozialistische internationale Freiwillige vornehmlich in POUM-Milizeinheiten und anarchistische vornehmlich in den Milizeinheiten der CNT und FAI. Bei den internationalen Milizionären gab es viele bekannte Personen wie George Orwell und André Malraux.

#### Internationale Brigaden

Flagge der Interbrigaden

Am 3. August 1936 beschloss die Komintern eine allgemein gehaltene Resolution zur Aufstellung einer kommunistisch geführten Internationalen Brigade. Erst am 18. September 1936, nachdem Stalin einen Entschluss gefasst hatte, wurde in Paris eine Sitzung einberufen, in der Eugen Fried den Beschluss Stalins zur Aufstellung einer Internationalen Brigade verkündete. Hieraufhin organisierten Kommunistische Parteien verschiedener Länder die Rekrutierung von Freiwilligen. Zum Zeitpunkt der größten Beteiligung gehörten der Internationalen Brigade 25.000 Kämpfer an. Insgesamt waren es 59.000 Menschen, die in den Internationalen Brigaden gedient haben. Die größten Kontingente stellten Franzosen, Deutsche und Italiener.

#### Sowjetunion
Die Sowjetunion hatte 1935 ihren über die Komintern in den Westen exportierten Konfrontationskurs aufgegeben und strebte nun, in die geostrategische Defensive überwechselnd, eine Allianz mit den europäischen Demokratien gegen den aufstrebenden Faschismus an (Volksfrontpolitik). Die offene Unterstützung für die Republik kam darum erst dann ins Rollen, als sich abzeichnete, dass die Westmächte sich nicht für die spanische Republik einsetzen würden und die faschistischen Staaten in kleinerem Umfang schon längst ihre Mittel ins Spiel gebracht hatten. Auch spätere Vorstöße der Sowjetunion, London und Paris zu einem Vorgehen gegen Italien und Deutschland zu bewegen, scheiterten und isolierten Moskau zusehends. Am 28. Oktober 1936 erklärte der sowjetische Botschafter Iwan Maiski in London, zugleich Repräsentant in dem Nichteinmischungskomitee, die Sowjetunion fühle sich dem Nichteinmischungsabkommen nicht stärker gebunden als Deutschland, Italien und Portugal.
Schon am 3. August 1936 beschloss die Komintern eine allgemein gehaltene Resolution zur Aufstellung einer Internationalen Brigade. Aber erst am 18. September 1936, nachdem der bis dahin zurückhaltende Stalin in dieser Sache einen Entschluss gefasst hatte, wurde in Paris eine Sitzung einberufen, in der Eugen Fried den Beschluss Stalins zur Aufstellung einer Internationalen Brigade verkündete. Hieraufhin organisierten Kommunistische Parteien verschiedener Länder die Rekrutierung von Freiwilligen.
Die Sowjetunion und Mexiko waren die einzigen nennenswerten Bündnispartner für Madrid; die Republik geriet somit faktisch in die Abhängigkeit von Moskau. Das fast exklusive sowjetische Engagement hatte außerdem gravierende innenpolitische Konsequenzen für die Republik. Es folgte der Aufstieg der spanischen kommunistischen Partei PCE. Durch die Einflussnahme der Sowjetunion wuchs die Zahl der PCE-Parteimitglieder ab 1936 innerhalb eines Jahres von 5.000 auf 100.000 bis 300.000. Der PCE traten vornehmlich Spanier bei, die den gemäßigt-sozialistischen Parteien der Volksfront-Regierung feindlich gesinnt waren. Sie gewann vor allem Mitglieder in der Mittelschicht und im Kleinbürgertum, die befürchten mussten, ihre Privilegien zu verlieren.
Das Militärwesen wurde von den Kommunisten und ihren politischen Kommissaren aufgrund der sowjetischen Waffenlieferungen völlig dominiert. Mit der Hilfe des Generalkommissars Alvarez del Vayo gelang es bis zum Frühjahr 1937, das Militärwesen so weit zu durchdringen, dass 125 der 168 Bataillonskommissare Parteigänger der PCE und PSUC oder Mitglieder der Vereinigung der kommunistischen Jugendverbände Spaniens waren.
Die sowjetischen Behörden versuchten die Zahl der in Spanien eingesetzten Fachleute aus der Roten Armee nach Möglichkeit geheim zu halten. Deshalb meldeten sich sowjetische Fachleute bei den Internationalen Brigaden als Freiwillige. Laut dem Historiker Antony Beevor entsandte die Sowjetunion 30 sowjetische Offiziere, die als Kommandeure in den Internationalen Brigaden dienten. Zum Beispiel kommandierte der sowjetische Major Ferdinand Tkatschow das Palafox-Bataillon. Drei der vier Kompanien unterstanden Leutnants der Roten Armee. Die genaue Zahl der sowjetischen Fachleute wird mit maximal 2150 angegeben, wobei sich zu keiner Zeit mehr als 800 in Spanien aufhielten, darunter 20 bis 40 NKWD-Mitarbeiter (auch der umstrittene Journalist Michail Jefimowitsch Kolzow) und 20 bis 25 Diplomaten. Der oberste sowjetische Militärberater in Spanien war Jan Bersin. Darüber hinaus erfolgte in Tiflis, in einem Ausbildungszentrum mit einer Kapazität von 60 Infanterieoffizieren und 200 Piloten, die Ausbildung von Angehörigen der Internationalen Brigaden.
Was die Regierungstruppen jedoch in den ersten Kriegsmonaten am dringendsten benötigten, waren Waffen, Munition und sonstige Ausrüstung. Stalin hielt sich auch in dieser Frage, wie auch bei den Internationalen Brigaden, auffällig zurück, wohl aus Furcht vor internationalen Verwicklungen. So wurden dringende Hilferufe der Regierung Giral, die schon im Juli ergingen, nicht erhört. Lediglich Öl sollte den Republikanern vergünstigt in unbeschränkten Mengen angeboten werden. Die ersten sowjetischen Waffenlieferungen trafen schließlich im Oktober 1936 in Spanien ein. Die Lieferung umfasste 42 Doppeldecker vom Typ Polikarpow I-15 und 31 Polikarpow I-16 Jagdflugzeuge. Bereits am 29. Oktober 1936 griffen sowjetische Tupolew SB-2-Bombenflugzeuge Sevilla an und am 3. November waren die ersten Polikarpow I-16 über Madrid zu sehen. Die Sowjetunion gewährte der spanischen Regierung aber kaum Kredite und ließ sich die Waffenlieferungen mit bedeutenden Teilen des spanischen Goldschatzes gut bezahlen. Organisiert wurden die sowjetischen Waffenlieferungen vom sowjetischen Marineattaché in Spanien Nikolai Kusnezow. Die sowjetischen Schiffe liefen unter falscher Flagge. Auf der Höhe von Algerien nach Norden mit Kurs auf die spanische Mittelmeerküste, 48 Stunden vor dem Zielhafen organisierte der Stab von Kusnezow eine Eskorte von republikanischen Kriegsschiffen. Der erste Frachter, die „Campeche“, erreichte am 4. Oktober 1936 Cartagena und der Frachter „Komsomol“, beladen mit T-26 Panzern, am 12. Oktober den Hafen von Cartagena. Nach eigenen Angaben lieferte die Sowjetunion von Oktober 1936 bis März 1937: 333 Flugzeuge, 256 Panzer, 60 gepanzerte Fahrzeuge, 3.181 schwere und 4.096 leichte Maschinengewehre, 189.000 Gewehre, 1,5 Millionen Granaten, 376 Millionen Patronen, 150 Tonnen Pulver und 2.237 Tonnen Treib- und Schmierstoffe.
Mit den sowjetischen Waffenlieferungen verschob sich das Kräfteverhältnis hin zu einer autoritären Machtkontrolle durch die sowjetisch dominierte PCE. Durch den Zuwachs des stalinistischen Einflusses auf das republikanische Spanien konnten Angehörige des sowjetischen Geheimdienstes NKWD und Angehörige der Komintern eine massive Terrorwelle gegen die anarchistische CNT, die marxistische POUM oder echte und vermeintliche Trotzkisten lostreten. Sie wurden als „faschistisch-trotzkistische Spione“, als „fünfte Kolonne Francos“ oder als Defätisten diffamiert. Die Auseinandersetzungen gipfelten in den Maiereignissen von Barcelona, einem „Bürgerkrieg im Bürgerkrieg“ – einem internen Konflikt, der die Republik zusätzlich schwächte. Der sowjetische Geheimdienst NKWD ermordete im Namen des Antifaschismus missliebige Mitkämpfer, die tatsächlich oder vermeintlich von der Moskauer Linie abwichen.
Der sowjetische Militärgeheimdienst GRU führte in Spanien neben reinen Aufklärungsmissionen auch im Hinterland der Nationalisten Sabotageakte aus. Verantwortliche waren Alexander Orlow und Hadschi-Umar Mamsurow. Nach dem Spanischen Bürgerkrieg behauptete Orlow, dass in Ausbildungszentren 1600 Partisanen ausgebildet wurden. Laut seinen Angaben kämpften 14.000 Republikaner als Partisanen.
In der Forschung ist bis heute unklar, weshalb Stalin ab 1938 seine Unterstützung fast gänzlich einstellte. Insgesamt kann über die Absichten Stalins in Zusammenhang mit seiner Spanienpolitik nur spekuliert werden. Das sowjetische Engagement erreichte materiell wie personell nie das Ausmaß, das nötig gewesen wäre, den Republikanern zum Sieg zu verhelfen, und sollte möglicherweise lediglich einen totalen Gesichtsverlust der Sowjetunion in der weltweiten kommunistischen Bewegung verhindern. Nach eigener Darstellung machte eine Verschärfung der Blockade die Lieferungen weitgehend unmöglich.
Der militärische Anteil der Sowjetunion wurde in kommunistischen Darstellungen bis in die 1950er Jahre weiter geleugnet. Erst seit dem XX. Parteitag der KPdSU im Februar 1956 änderte sich die Betrachtungsweise. Sowjetische Offiziere und Diplomaten, die als ehemalige Spanienkämpfer den Stalin-Säuberungen zum Opfer gefallen waren, wurden postum rehabilitiert.

#### Mexiko
Die republikanische Regierung erhielt auch Hilfe aus Mexiko. Im Gegensatz zu den Vereinigten Staaten und wichtigen lateinamerikanischen Staaten, den ABC-Staaten und Peru, unterstützte die mexikanische Regierung die Republikaner. Mexiko weigerte sich, die Nicht-Interventions-Vereinbarung vom September 1936 zu befolgen, und unterstützte die Republikaner mit über zwei Millionen Dollar sowie mit 20.000 Gewehren mit 20 Millionen Patronen. Mexikos wichtigste Beiträge für die spanische Republik waren die diplomatische Hilfe und die Aufnahme von rund 50.000 republikanischen Flüchtlingen. Darunter waren viele spanische Intellektuelle sowie verwaiste Kinder von republikanischen Familien.

### Neutrale Staaten

#### Großbritannien
Großbritannien spielte schon seit Anfang des 18. Jahrhunderts im Mittelmeerraum eine bedeutende Rolle, etwa im Spanischen Erbfolgekrieg. Aufgrund der Probleme des Empire und der Verringerung seiner militärischen Kraft nach dem Ersten Weltkrieg wollte man sich auf den Kontinent konzentrieren. Zudem war die 1931 gegründete spanische Republik bei den britischen wie auch US-amerikanischen Eliten nicht sehr angesehen, da man sie sozialistischer Tendenzen verdächtigte und die Soziale Revolution die Interessen britischer Geschäftsleute unmittelbar berührten.
Hinzu kamen teils althergebrachte Stereotype über das vermeintliche Wesen „der Spanier“, denen selbst von politisch eher liberalen und linken Kräfte in Großbritannien eine gewisse Heißblütigkeit, Aggressivität und Leichtsinnigkeit attestiert wurden. So hegten die konservativen Eliten Sympathien für die Putschisten, da diese die Eigentumsverhältnisse unangetastet ließen. Mit der Nichteinmischungspolitik sollte Spanien „neutralisiert“, der Konflikt auf die Iberische Halbinsel beschränkt und das Land weder „kommunistisch“ noch zu einem militärischen Aktivposten der faschistischen Konkurrenten werden, die die kontinentale Ordnung in Frage stellten. Franco kam den Briten hier entgegen, indem er 1938 vorsorglich die spanische Neutralität in einem möglichen europäischen Konflikt erklärte. So intensivierten sich trotz bedeutender Spannungen die diplomatischen und wirtschaftlichen Beziehungen zwischen Großbritannien und dem Franco-Regime, vor allem nach der Einnahme des Baskenlandes.

#### Frankreich
60 % aller Auslandsinvestitionen in Spanien kamen aus Frankreich. In Paris herrschte im Juli 1936 mit der sozialistischen Regierung von Léon Blum eine ähnlich gestaltete Regierung, sodass sich das Nachbarland als Bündnispartner für Spanien geradezu anbot. Tatsächlich war die von einer pazifistischen Strömung mitgeprägte Dritte Französische Republik in ähnlicher Weise gespalten wie die spanische und darum stark geschwächt. Weite Teile des bürgerlichen Lagers waren eindeutig auf Seiten der Putschisten. Zudem kämpfte eine kleine Abteilung von rechtsgerichteten Franzosen in der spanischen Fremdenlegion unter Franco. Hingegen sympathisierte die Linke mit der legitimen Spanischen Regierung. Um den Bürgerkrieg nicht im eigenen Land austragen zu müssen, unterließ Paris schnell offene materielle Hilfeleistungen, zumal man sich außenpolitisch eng an Großbritannien gebunden hatte. Die Kontroverse ging quer durch die Regierung und spaltete die gesamte öffentliche Meinung. Sie spiegelte – stärker noch als in Großbritannien – die gesellschaftliche Polarisierung im Lande wider. Neben der strategischen Schwäche machte es diese innere Blockade der Regierung Blum letztlich unmöglich, der benachbarten parlamentarischen Republik zu Hilfe zu kommen.

## Repressionen und politische Morde

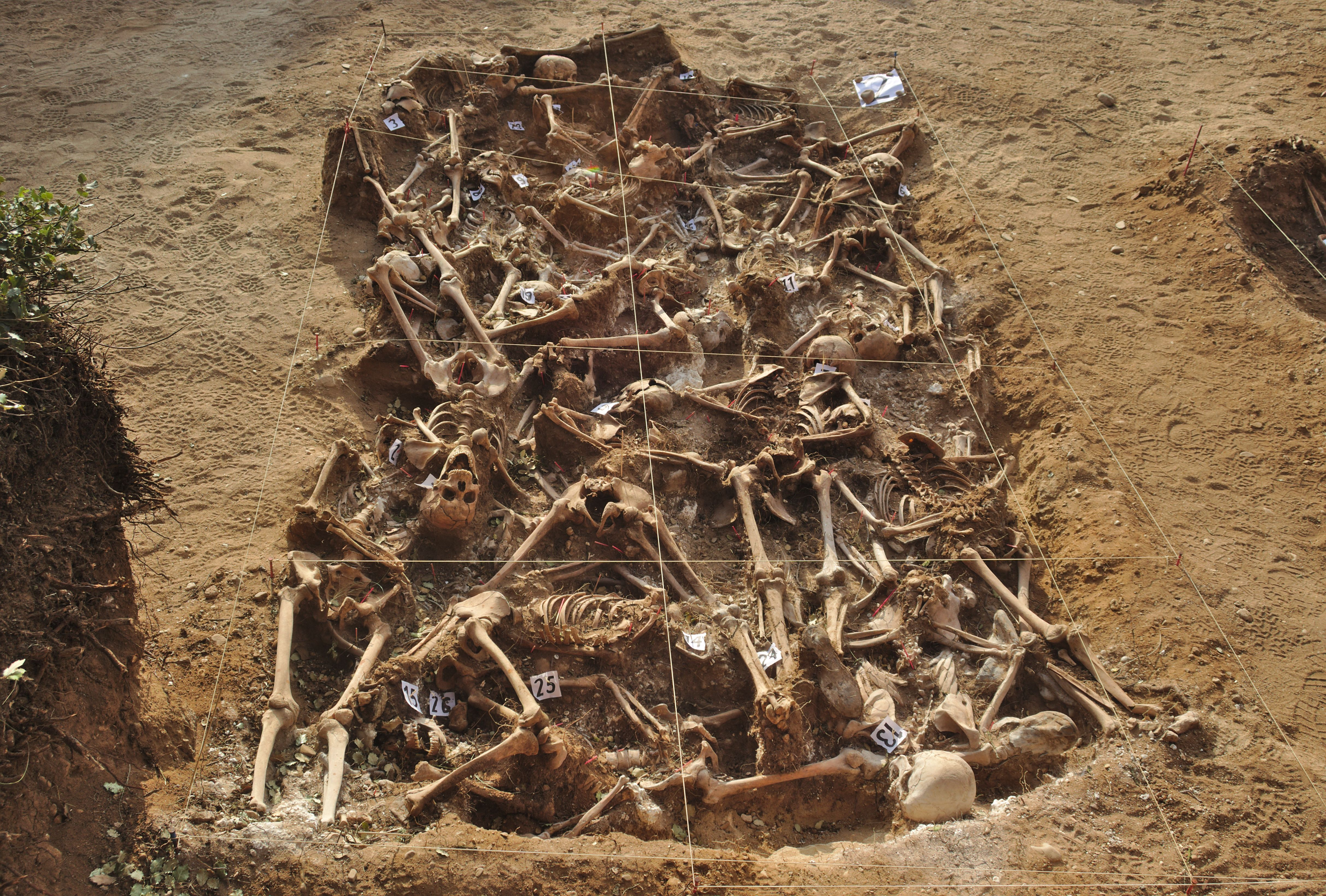
Massengrab bei Estépar in der Provinz Burgos. Ausgegraben im Juli/August 2014. Die 26 Opfer des Jahres 1936 wurden als Republikaner identifiziert.

Alle Historiker sind sich einig, dass die franquistische Repression, die sich vor allem gegen republikanische Soldaten, Gewerkschafter und Mitglieder linker Parteien richtete, deutlich mehr Opfer kostete als die republikanische Repression, die sich vor allem gegen Geistliche, Mitglieder der rechten Parteien und Falangisten richtete. Die Kirche schätzt, dass zwischen 1931 und 1939 fast 7.000 Geistliche getötet wurden. Erschießungen waren auf beiden Seiten vor allem in den ersten Wochen und Monaten des Krieges an der Tagesordnung, später kam es zu verschiedenen Rot-Kreuz-Abkommen. Die Angaben über die Zahl der Ermordeten gehen allerdings sehr weit auseinander; für die nationalistische Zone lagen die Schätzungen bisher zwischen 75.000 und 200.000 (gegenwärtig wird die Zahl der „Verschwundenen“ allerdings stark nach oben korrigiert, so dass dies auch erhebliche Auswirkungen auf die Gesamtopferzahl haben wird), in der republikanischen Zone zwischen 35.000 und 65.000 Opfern. Antony Beevor schrieb dazu in Der Spanische Bürgerkrieg:

„Das Morden lief auf beiden Seiten nicht in gleicher Weise ab. Während die grausamen Säuberungen von ‚Roten und Atheisten‘ auf dem Gebiet der Nationalisten Jahre lang anhielt, waren die Gewalttaten auf Seiten der Republikaner in der Hauptsache spontane und hastige Reaktionen auf unterdrückte Ängste, verstärkt durch den Wunsch nach Vergeltung für Gräueltaten des Gegners.“

Beim Massaker von Málaga an der fliehenden Bevölkerung von Málaga wurden etwa 10.000 Menschen von den Nationalisten ermordet. In den während des Krieges errichteten franquistischen Konzentrationslagern wurden an den republikanischen Häftlingen – mit nationalsozialistischer Unterstützung – auch rassenideologisch motivierte medizinische Versuche durchgeführt, die angebliche körperliche und psychische Deformationen, die bei Anhängern des „Marxismus“ vorkämen, erforschen sollten. Nach dem Krieg gelangten die gesamte republikanische Armee und andere namhafte Persönlichkeiten in Gefangenschaft, die nochmals viele Menschenleben kostete. Insgesamt waren nach Kriegsende etwa 275.000 Menschen unter größtenteils unwürdigen Bedingungen etwa in Stierkampfarenen und Fußballstadien gefangen. Bis Ende der 1940er Jahre verringerte sich die Zahl auf etwa 45.000.
Im Februar 1939 gab es fast 500.000 Kriegsflüchtlinge. Sie wurden anfangs zumeist in Südfrankreich interniert. Mehr als die Hälfte kehrte in den nächsten Monaten nach Spanien zurück. Einige politisch verfolgte Spanier wanderten in verschiedene Länder aus, insbesondere nach Lateinamerika. In Frankreich blieben ungefähr 150.000. Einige Tausend Spanier wurden nach dem Einmarsch der deutschen Wehrmacht als Kriegsgefangene in verschiedene Stammlager gesandt und seit dem 6. August 1940 in das KZ Mauthausen. Dort gab es über 7.000 spanische Häftlinge, von denen 5.000 starben. Einige Spanier wurden von der Gestapo aus Frankreich an Franco ausgeliefert, wie Lluís Companys, Zugazagoitia oder Cruz Salido. Andere, wie der ehemalige Regierungschef Francisco Largo Caballero, wurden in andere deutsche Konzentrationslager verschleppt, wo es auch einige hunderte Spanier gab, die wegen ihres antifaschistischen Widerstands in Frankreich festgenommen worden waren.
Bis etwa 1945 fanden Massenerschießungen als Vollzug von Kriegsgerichten verhängter Todesstrafen, aber vielfach auch „spontan“ und ohne Urteil statt. Der Repression dieser Jahre, deren Erforschung noch lange nicht abgeschlossen ist, sind vermutlich nochmals weit mehr als 100.000 Regimegegner zum Opfer gefallen.
Bis vor kurzem ging man davon aus, dass mindestens 30.000 bis 35.000 ermordete Anhänger der Republik, die außerhalb der Dörfer und Städte verscharrt worden waren, bis heute in zumeist ungekennzeichneten Massengräbern liegen. Laut jüngsten Forschungsergebnissen dürfte die Zahl deutlich höher liegen, allein für Andalusien wird neuerdings die Zahl der „verschwundenen“ Republikaner mit 70.000 angegeben. Zuletzt wurde seitens der Hinterbliebenenverbände als vorläufige Zwischenbilanz die konkrete Zahl von 143.353 „Verschwundenen“ genannt. In einem Bericht des Deutschlandfunks vom September 2008 heißt es dazu:

„Es ist keine zehn Jahre her, da bezifferte man die Erschossenen und Verschwundenen auf etwa 30.000. In jüngster Zeit vermuteten Historiker bereits 100.000 Opfer. Jetzt wurde der erste Versuch einer tatsächlichen und gründlichen Zählung vorgestellt. Sie ergab eine schockierende, dabei auch nur vorläufige Zahl. 143.353 Fälle nennt Empar Salvador, Sprecherin eines Zusammenschlusses von Hinterbliebenenverbänden, die seit Jahren in allen Regionen Spaniens nach Massengräbern forschen und sie ausheben.“

Seit dem Jahr 2000 bemüht sich die Organisation Asociación para la Recuperación de la Memoria Histórica, kurz ARMH (deutsch: Vereinigung zur Rückgewinnung des historischen Gedächtnisses), um Exhumierung und würdige Neubestattung. Eines der vermutlich größten Massengräber wurde 2003 in El Carrizal bei Granada entdeckt; dort waren 5000 Hinrichtungsopfer vergraben worden. Seit 2007 sieht ein Gesetz der sozialistischen Regierung vor (Ley de Memoria Histórica), dass die Kommunen die private Initiative der Exhumierungsarbeiten unterstützen. In vielen Gemeinden und Regionen stellt sich, auch heute, die christdemokratische, konservative Partei Partido Popular gegen die Auffindung und Umbettung der ermordeten Franco-Opfer. Die Regierung Rajoy hat dem Gesetz 2013 die Haushaltsmittel entzogen und damit de Facto außer Kraft gesetzt.

## Soziale Revolution
Zwei Augenzeugen über ihre Eindrücke der sozialen Revolution:

„Und dann, als wir um die Ecke in die Ramblas (die Hauptverkehrsader Barcelonas) einbogen, kam eine gewaltige Überraschung: schlagartig breitete sich die Revolution vor unseren Augen aus. Es war überwältigend. Es war, als wären wir auf einem Kontinent gelandet, der sich von allem unterschied, was ich bisher gesehen hatte.“

„Man hatte das Gefühl, plötzlich in einer Ära der Gleichheit und Freiheit aufgetaucht zu sein. Menschliche Wesen versuchten, sich wie menschliche Wesen zu benehmen und nicht wie ein Rädchen in der kapitalistischen Maschine.“

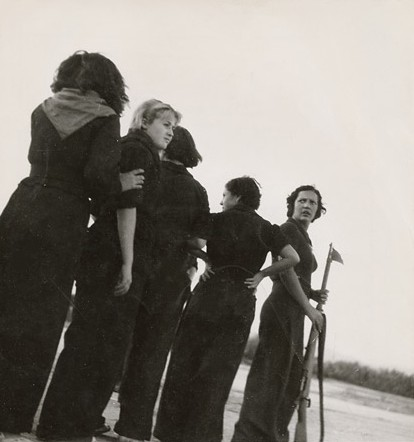
Mujeres Libres, Fotografie von Gerda Taro, 1936

In den zumeist von in der Confederación Nacional del Trabajo (CNT) organisierten Anarchisten, sowie den 20.000 Frauen der Mujeres Libres und den von POUM-Anhängern der Linken Opposition kontrollierten Gebieten (Aragonien, Katalonien) fand, zusätzlich zu den militärischen Erfolgen, eine umfangreiche soziale Revolution statt. Für die knapp zwei Millionen Anarchisten konnte es keinen Sieg der regierungstreuen Truppen ohne die soziale Revolution geben, während des Bürgerkrieges musste die soziale Revolution stattfinden. Arbeiter und Landarbeiter kollektivierten Landbesitz und Industrie, verwalteten diese selbst und setzten Räte ein – parallel zur (nicht funktionierenden) Regierung.
Sowohl der PCE als auch die demokratischen Parteien waren gegen diese Revolution. Für sie sollte erst der Bürgerkrieg gewonnen werden und danach ein Umsturz der Verhältnisse stattfinden. Mit Fortschreiten des Krieges gelang es der Regierung und der kommunistischen Partei über ihren Zugang zu sowjetischen Waffen, die Kontrolle über die kriegswichtige Produktion zurückzuerlangen. Dies geschah sowohl diplomatisch als auch mit Gewalt. Gleichzeitig führten die kommunistischen Truppen von Stalin befohlene politische Säuberungen durch. Ziel war es, die Anarchisten der CNT und die Links-Marxisten des POUM zu zerschlagen. Nach der Zerschlagung der sozialen Revolution brach auch der Widerstand in den von Anarchisten kontrollierten Regionen ein.
Während der berüchtigten Maitage 1937 töteten hunderte oder tausende republikanische Spanier einander beim Kampf um die Kontrolle strategischer Punkte in Barcelona. Eine Schlüsselfigur der Anarchisten war der Metallarbeiter Buenaventura Durruti, der schon 1936 erschossen wurde.

## Francos Rolle
Die politischen Ansichten von Katholiken, den beiden monarchistischen Strömungen (Alfonsinos, Carlistas), konservativen Republikanern, Falangisten und Kleinbauern waren in der Tat sehr unterschiedlich, und deshalb war der Aufstand zunächst auch als rein militärische Erhebung geplant, ohne Einbeziehung politischer Gruppen außer den Carlisten. Dies ließ sich nicht mehr aufrechterhalten, als der Putsch in den Bürgerkrieg überging. Nach dem Tod von General Sanjurjo bildete sich so unter dem Vorsitz der Generäle Franco, Mola und Queipo de Llano eine aus Militärs bestehende Verteidigungsjunta mit Sitz in Burgos, während Monarchisten und Falange ihre eigenen Kommandostrukturen, Milizeinheiten, Akademien und Propagandaorgane behielten oder neu gründeten.
Dies war für die Fortführung des Krieges nicht ungefährlich, denn die konservativen Monarchisten, Katholiken und Agrarier hatten mit der faschistischen Falange nicht viel gemein und es kam sowohl zu schweren Differenzen in der Führungsebene als auch zu Ausschreitungen gegen die jeweils andere Seite. In dieser Situation entschied sich die Junta, einen provisorischen Staatschef und Oberkommandierenden zu ernennen, General Franco. Um die Gegensätze zu überwinden, vereinigte dieser 1937 die Traditionalisten und die Falange zur Falange Española Tradicionalista, der spanischen Einheitspartei bis 1975. Wer sich gegen diese Vereinigung aussprach, fand sich nicht selten im Exil oder in einer spanischen Botschaft irgendwo in Lateinamerika wieder. Ab 1937 gab es auch eine technische Junta, eine Art Zivildirektorium, welche sich den nicht-militärischen Aufgaben widmete.
General Franco verstand es, anders als die Republikspanier, die verschiedenen Parteien auf sich zu vereinigen. Auch wenn viele enttäuscht waren – die Monarchisten wegen des Ausbleibens der Restauration, die Falange wegen der ausbleibenden sozialen Revolution, die konservativen Republikaner wegen der sich abzeichnenden Diktatur –, konnte Franco doch alle auf den kleinsten gemeinsamen Nenner vereinigen: Stellenwert der Kirche, Privateigentum, staatlich gelenkter Ausgleich zwischen Arbeitgebern und -nehmern, autoritär-korporative Strukturen, Übernahme der Traditionen des Spaniens der katholischen Könige.
Für dies stand Franco. Weitergehende Schritte wären nicht möglich gewesen, ohne eine Gruppe, die das nationale Lager unterstützt hatte, zu verprellen.

## Beziehungen Regierung der Republik – Regierung der Generalitat
Obwohl die Republik nach Verhandlungen mit Macià die Autonomie Kataloniens nach der Proklamation der katalanischen Republik im Rahmen der Föderation der Iberischen Republiken akzeptierte (wie vermutlich im Abkommen von San Sebastián vereinbart worden war), wurde der Katalanismus sowohl von der spanischen Rechten als auch von der Linken mit großem Misstrauen betrachtet.
Angesichts der mangelnden operativen Effizienz der republikanischen Armee nach dem Putsch vom 18. Juli mussten die Milizkolonnen vorübergehend ihre Rolle spielen. Zu ihren Initiativen gehört auch eine von der katalanischen Generalitat unterstützte Expedition zur Wiederherstellung Mallorcas. Die mangelnde Unterstützung der spanischen Regierung für die Beweggründe der Generalitat bei dieser Operation und die katalanische Propaganda, die die Rekrutierung von Freiwilligen förderte, zwangen das katalanische Expeditionskorps schließlich zum Rückzug. Präsident Azaña beschreibt die Initiative als „eine absurde Operation, die aus der tyrannischen Eitelkeit, Gereiztheit und dem abweichenden Ehrgeiz bestimmter Barcelona-Politiker entstanden ist“. Das Scheitern der Rückeroberung Mallorcas sollte große Auswirkungen auf den weiteren Kriegsverlauf haben.
Die Republik, die durch das internationale Neutralitätsabkommen, das Deutschland und Italien ihrerseits missachteten, daran gehindert war, Waffen im Ausland zu kaufen, hatte einen dringenden Bedarf an Kriegsmaterial. In diesem Zusammenhang baute die Generalitat ein Netzwerk von Kriegsindustrien auf, indem sie zivile Industrien auf Kriegswirtschaft umstellte. Als die republikanische Regierung 1937 nach Barcelona zog, übernahm sie die Kontrolle über die Kriegsindustrie von der Generalitat. Doch unter seiner Kontrolle ging die Produktion dramatisch zurück, was Auswirkungen auf die Versorgung der Kriegsfronten hatte.

Unterdessen behandelte Präsident Negrín Präsident Companys mit bemerkenswerter Illoyalität und ließ ihn an der französischen Grenze zurück, nachdem er sich die Exil-Reservefonds der Generalitat angeeignet hatte. All dies kann durch die von Julián Zugazagoitia gesammelte Aussage von Negrín veranschaulicht werden:
Ich führe keinen Krieg gegen Franco, damit ein dummer und zwielichtiger Separatismus zu uns nach Barcelona zurückkehrt. Ich führe Krieg für Spanien und für Spanien! Für Größe und für Größe! Wer anders denkt, liegt falsch. Es gibt nur eine Nation: Spanien! Bevor ich nationalistischen Kampagnen zustimme, die zu einer Zerstückelung führen, die ich in keiner Weise akzeptiere, würde ich Franco ohne eine andere Bedingung als dem Abzug der Deutschen und Italiener nachgeben.

## Rezeption

### Polithistorische Rezeption
Während der auf den Bürgerkrieg folgenden Diktatur Francos galt der Spanische Bürgerkrieg offiziell als ein Befreiungskrieg nationaler Kräfte gegen einen internationalen Kommunismus, der Spanien zerstören wolle. Diese Sichtweise wurde auch in den Jahren der Transición nicht revidiert, da viele Eliten nicht ausgetauscht wurden.
Der Spanische Bürgerkrieg und die politischen Säuberungen der Nachkriegsjahre wurden in der spanischen Öffentlichkeit durch einen über alle Parteigrenzen hinausgehend stillschweigend vereinbarten „Pakt des Schweigens“ (spanisch: pacto de silencio) auch „Pakt des Vergessens“ (spanisch: pacto del olvido) bis in die 1990er Jahre hinein kaum thematisiert.
Zu Beginn der 2000er Jahre regten einige Ereignisse, wie der Prozess gegen den chilenischen Ex-Diktator Augusto Pinochet, die Bemühungen um die Exhumierung Federico García Lorcas aus einem Massengrab (fosa) oder die öffentliche Auseinandersetzung mit der Euskadi Ta Askatasuna (kurz: ETA), die Debatte um die spanische Vergangenheit wieder an. Das führte zum 2007 verabschiedeten Ley de Memoria Histórica, einem Gesetz, das die Opfer der franquistischen Gewaltherrschaft anerkennt und die Diktatur öffentlich als solche benennt. Im Mai 2011 veröffentlichte die Regierung eine Karte mit Informationen zu anonym begrabenen Opfern des Bürgerkrieges. Trotz der offiziellen Bekenntnisse der spanischen Regierung fällt die historische Bewertung des Spanischen Bürgerkrieges heute sehr unterschiedlich aus.
Für die Verteidiger der Spanischen Republik mag ein auf Spanisch, Englisch und Französisch verlesener Aufruf stehen, den der Cellist Pau Casals während eines Konzerts in Barcelona am 17. Oktober 1938 über das Radio an die Weltöffentlichkeit richtete:

„Machen Sie sich nicht des Verbrechens schuldig, dem Mord an der Spanischen Republik tatenlos zuzusehen. Wenn Sie es zulassen, dass Hitler in Spanien siegt, werden Sie die nächsten sein, die seinem Wahnsinn zum Opfer fallen werden. Der Krieg wird ganz Europa, wird die ganze Welt erfassen. Kommen Sie unserem Volk zu Hilfe!“

Aus sowjetischer Sicht wurde hier erstmals das Konzept der Volksfront, das die Komintern 1935 beschlossen hatte, angewandt, indem der Faschismus in Europa gestoppt werden sollte durch die Zusammenarbeit kommunistischer, sozialistischer sowie nicht-faschistischer bürgerlicher Kräfte unter Zurückstellung der sozialen Revolution bei Ausbau reformerischer Politik.
Viele Anhänger des Anarchosyndikalismus, der linksmarxistischen POUM oder trotzkistischer Gruppen sahen aber gerade darin den Fehler, dass die Vorstände dieser Gruppen die Zusammenarbeit mit den bürgerlichen Kräften suchten, statt konsequent auf eine sozialrevolutionäre Politik zu setzen. Da die gemäßigten Sozialisten, Kommunisten und bürgerliche Republikaner, welche sich anfänglich mit den Anarchisten und der POUM verbündeten die Revolution jedoch grundsätzlich ablehnten, war diese von vornherein zum Scheitern verurteilt. Diese historische Spaltung der Arbeiterbewegung setzte sich in heftigen Debatten auch in der Erinnerungspolitik fort.

### Militärhistorische Rezeption
Aus militärhistorischer Sicht wurde der Verlauf des spanischen Bürgerkrieges in mehrfacher Hinsicht als bedeutsam betrachtet. In den Jahren 1921 bis 1928 hatte der italienische General Giulio Douhet sein Werk über die „Vorherrschaft in der Luft“ („Il Dominio dell’Aria“) veröffentlicht. In etlichen europäischen Ländern wurde dies diskutiert und verworfen; lediglich von De Gaulle und beim deutschen Militär wurden die Gedanken positiv aufgenommen. Beim Einsatz von Panzern wurden etliche Modelle erprobt, die nicht so erfolgversprechend wie ursprünglich erhofft eingesetzt werden konnten. Die Einsatzerfahrungen wurden intensiv ausgewertet und bei der weiteren Entwicklung von mehreren Ländern beachtet. Trotz vielfacher Warnungen hielt der französische General Philippe Pétain an der bisherigen Defensiv-Taktik und -Ausrüstung aus dem Ersten Weltkrieg fest. Die Entwicklung des sogenannten Blitzkrieges mit Panzer und Luftwaffenunterstützung wurde im spanischen Bürgerkrieg erprobt, wobei sowohl Schwächen als auch Stärken von Taktiken und Material zutage traten. Ab dem Sommer 1937 erhielt jeder größere Militäreinsatz Unterstützung von der Luftwaffe, deren Einsatzdoktrin dabei ständig optimiert wurde. Frankreich und England nahmen davon Kenntnis, ohne daraus die Notwendigkeit zur Modernisierung der eigenen Streitkräfte abzuleiten. Innerhalb der Achsenmächte wurden die Erkenntnisse weiter ausgewertet und für die Erfolgssteigerung im Kriegsgeschehen eingesetzt.

### Erlebnisberichte
- Ralph Bates: Compañero Sagasta brennt eine Kirche ab – Reportage aus den ersten Tagen des Spanischen Bürgerkriegs. Comino, Berlin 2016, ISBN 978-3-945831-09-0.
- Georges Bernanos: Die grossen Friedhöfe unter dem Mond. Mallorca und der Spanische Bürgerkrieg. Ein Augenzeuge berichtet. Arche, Zürich 1983, ISBN 978-3-7160-2004-3.
- Franz Borkenau: The Spanish Cockpit. An Eye-Witness Account of the Political and Social Conflicts of the Spanish Civil War. London, Faber and Faber, 1937 (Neudruck: Ann Arbor 1963; deutsche Ausgabe: Kampfplatz Spanien. Politische und soziale Konflikte im Spanischen Bürgerkrieg. Ein Augenzeugenbericht, Klett-Cotta, Stuttgart 1986, ISBN 3-608-93088-4).
- Willi Bredel: Spanienkrieg. Band 1: Zur Geschichte der 11. Internationalen Brigade, Band 2: Begegnung am Ebro. Schriften, Dokumente. Aufbau, Berlin 1977, ISBN 3-351-00035-9.
- Gert Hoffmann Barcelona, Gurs, Managua – Auf holprigen Straßen durch das 20. Jahrhundert. Karl Dietz, Berlin 2009, ISBN 978-3-320-02179-5.
- Hans Hutter: Spanien im Herzen: Ein Schweizer im Spanischen Bürgerkrieg. Rotpunktverlag, 1996, ISBN 3-85869-134-8.
- Arthur Koestler: Ein spanisches Testament. Europa-Verlag, Zürich 2005, ISBN 3-85665-516-6.
- Arthur Koestler: Menschenopfer unerhört. Ein Schwarzbuch über Spanien. Ed. du Carrefour, Paris 1937.
- Mary Low / Juan Brea: Rotes Notizbuch (Spanien 9.8. – 28.12.1936). Edition Nautilus, Hamburg 2002, ISBN 3-89401-394-X.
- George Orwell: Mein Katalonien (Homage To Catalonia). Bericht über den Spanischen Bürgerkrieg. 1938.
- Ludwig Renn: Der spanische Krieg. Aufbau, Berlin 1955 (Neuauflage: Verlag Das Neue Berlin, Berlin 2006, ISBN 3-360-01287-9).
- Max Schäfer (Hrsg.): Spanien 1936 bis 1939. Erinnerungen von Interbrigadisten aus der BRD. Kommentierte Neuauflage. Neue Impulse Verlag, Essen 2016, ISBN 978-3-910080-90-4.

### Belletristik
- Max Aub: Das magische Labyrinth. 6 Bände [1938–1968]. Eichhorn 2003, ISBN 978-3-8218-0738-6.
- Arturo Barea: Hammer oder Amboß sein. Eine Romantrilogie (aus dem Spanischen übersetzt von Josef Kalmer), Büchergilde Gutenberg, Wien 1955.
- Ilsa Barea-Kulcsar: Telefónica, Edition Atelier, Wien 2019, ISBN 978-3-99065-017-2.
- Javier Cercas: Soldaten von Salamis. Berlin Verlag, Berlin 2002, ISBN 3-8333-0088-4 (span. Original: Soldados de Salamina, 2001) [Roman].
- Robert Cohen: Exil der frechen Frauen. Rotbuch Verlag, Berlin 2009, ISBN 978-3293208742.
- Hans Magnus Enzensberger: Der kurze Sommer der Anarchie. Buenaventura Durrutis Leben und Tod. Suhrkamp, Frankfurt am Main 1977, ISBN 3-518-36895-8. [Roman].
- Almudena Grandes: Das gefrorene Herz. Rowohlt, Reinbek 2009, ISBN 978-3-498-02514-4 (span. Original: El corazón helado, 2007) [Roman].
- Erich Hackl (Hrsg.): So weit uns Spaniens Hoffnung trug, Rotpunktverlag, Zürich, 2016, 400 S., ISBN 978-3-85869-686-1.[83] (Anthologie, überwiegend Augen- bzw. Zeitzeugen, darunter Theodor Balk, Rudolf Leonhard, Erika Mann, Egon Erwin Kisch, Joseph Roth, Anna Seghers, Ruth Tassoni, Ernst Toller, Erich Weinert).
- Ernest Hemingway: Wem die Stunde schlägt. Fischer-Taschenbuch-Verlag, Frankfurt am Main 2010, ISBN 978-3-596-90322-1 (engl. Original: For Whom the Bell Tolls, 1940) [Roman].
- Egon Erwin Kisch: Die drei Kühe. Eine Bauerngeschichte zwischen Tirol und Spanien. Amalien-Verlag, Madrid 1938 [literarische Reportage]. Kommentierte Neuauflage: Hrsg. von Joachim Gatterer, Edition Raetia, Bozen 2012, ISBN 978-88-7283-425-1.
- Alberto Méndez: Die blinden Sonnenblumen. Roman. Übers. Angelica Ammar. Kunstmann, München 2005, ISBN 978-3-88897-403-8,  (auch verfilmt, siehe Rubrik unten)[84]
- Wilfried F. Schoeller (Hrsg.): Die Kinder von Guernica. Deutsche Schriftsteller zum Spanischen Bürgerkrieg. Aufbau-Verlag, Berlin 2004, ISBN 978-3-7466-8102-3. (Anthologie mit Texten von Willy Brandt, Thomas Mann, Erika Mann, Maria Osten, Hubertus Prinz zu Löwenstein u. a.).
- Peter Weiss: Die Ästhetik des Widerstands. Roman. Suhrkamp, Frankfurt am Main (Erster Band: 1975. Zweiter Band: 1978. Dritter Band: 1981), ISBN 978-3-518-45688-0 (= Die Ästhetik des Widerstands. Bearbeitung und Regie: Karl Bruckmaier. Der Hörverlag, München 2007, ISBN 978-3-8445-2337-9).
- Marc Wiederkehr: Lange Schatten über Spanien. Wie ein Schweizer in den Bürgerkrieg geriet, Zytglogge, Basel 2022, ISBN 978-3-7296-5089-3.

### Graphic Novels
- Bertrand Galic, Kris, Damien Cuvillier: Nacht über Brest, September 1937 – Der spanische Bürgerkrieg landet in der Bretagne. Aus dem Französischen von Mathias Althaler. Bahoe Books, Wien, 2021.
- Denis Lapière, Eduard Torrents: Der Trek, Jacoby & Stuart, Berlin 2016.
- Paco Roca: Die Heimatlosen, Reprodukt Verlag, Berlin 2015.

### Filme
- The Spanish Earth (1937) von Joris Ivens
- The last train from Madrid (Hollywood 1937)
- Love under fire (Hollywood 1937)
- Sierra de Teruel (1939, 1945 neu erschienen unter dem Titel L’Espoir) von André Malraux
- L’assedio dell’Alcazar (Italien 1940, deutscher Synchrontitel Kampf um den Alcazar), von Augusto Genina mit Fosco Giachetti und Mireille Balin
- Wem die Stunde schlägt (1943) von Sam Wood, mit Gary Cooper und Ingrid Bergman[85]
- Mich dürstet (DDR 1956) von Karl Paryla mit Harry Hindemith
- Leute mit Flügeln (DDR 1960) von Konrad Wolf mit Erwin Geschonneck und Hilmar Thate
- Fünf Patronenhülsen (1960) von Frank Beyer
- Sterben für Madrid (Mourir à Madrid) (Frankreich, 1963) von Frédéric Rossif
- Unversöhnliche Erinnerungen (BRD 1979), von  	Klaus Volkenborn, Johann Feindt und Karl Siebig
- Ay Carmela! – Lied der Freiheit (¡Ay, Carmela!) (Spanien, 1990) von Carlos Saura, 1991 mit dem spanischen Filmpreis Goya ausgezeichnet.
- Fiesta (Frankreich, 1995) mit Jean-Louis Trintignant
- Land and Freedom (1995) von Ken Loach
- Libertarias (1996) von Vicente Aranda.
- Die Utopie leben (Vivir la Utopia) (1997) von Juan Gamero, Dokumentarfilm mit Interviews von 30 anarchistischen Kämpfern (lief auch auf ARTE). Die Utopie leben Vivir la utopía auf youtube
- La lengua de las mariposas (1999) von José Luis Cuerda
- Soldados de Salamina (2003) von David Trueba
- El Perro Negro: Stories from the Spanish Civil War (2004) von Péter Forgács
- Pans Labyrinth (2006) spielt in der Zeit der Verfolgung der Revolutionäre.
- Las trece rosas (Die dreizehn Rosen) aus dem Jahr 2007 handelt von dreizehn im August 1939 in Madrid wegen einer angeblichen Beteiligung an einem Attentat erschossenen, zum Teil minderjährigen jungen Frauen. Regie: Emilio Martínez Lázaro.
- Brigadistas (2007), von Heike Geisweid und Daniel Burkholz[86]
- Los girasoles ciegos (Die blinden Sonnenblumen) von José Luis Cuerda über Spanien kurz nach dem Bürgerkrieg, nach den Erzählungen von Alberto Méndez, Gedreht 2008.
- La buena nueva (Die gute Nachricht) von Helena Taberna aus 2008 handelt von einem Dorfpfarrer im Verlaufe des gesamten Bürgerkriegs.
- Die Frau des Anarchisten ist ein deutsch-spanisch-französisches Filmdrama der Regisseure Marie Noëlle und Peter Sehr aus dem Jahr 2008.
- NO PASARAN. Eine Geschichte von Menschen, die gegen den Faschismus gekämpft haben (2014), Dokumentarfilm von Daniel Burkholz[87]

### Musik
- Pete Seeger: Songs of the Lincoln Brigade. Enthalten in: Jürgen Schebera (Hrsg.): España en el corazón. Spanien im Herzen. Canciones de la Guerra Civil Española 1936–1939. Begleitbuch und Edition von 7 CDs mit Liedern dieses Krieges von vielen Liedermachern aus verschiedenen Ländern. Label Bear Family Records. # BCD16093. Der Titel stammt von Pablo Neruda, ein Gedicht mit dem Untertitel Himnos a las glorias del pueblo en la guerra, Januar 1939. Begleitbuch mit 316 S.

### Bildende Kunst
- Guernica von Pablo Picasso

### Allgemein
- Werner Abel (Hrsg.): Die Kommunistische Internationale und der Spanische Bürgerkrieg. Dokumente. Dietz, Berlin 2009, ISBN 978-3-320-02207-5.
- Kubilay Yado Arin: Francos 'Neuer Staat'. Von der faschistischen Diktatur zur parlamentarischen Monarchie. Wissenschaftlicher Verlag Berlin, Berlin 2012, ISBN 978-3-86573-682-6.
- Antony Beevor: Der Spanische Bürgerkrieg. Bertelsmann, München 2006, ISBN 3-570-00924-6.
- Bartolomé Bennassar: La Guerre d’Espagne et ses lendemains. Perrin Paris, 2004, ISBN 2-262-02001-9.
- Walther L. Bernecker: Anarchismus und Bürgerkrieg. Zur Geschichte der Sozialen Revolution in Spanien 1936–1939 (Dissertation, Nürnberg 1976). Verlag Graswurzelrevolution, Nettersheim 2006, ISBN 3-939045-03-9.
- Walther L. Bernecker: Krieg in Spanien 1936–39. Wissenschaftliche Buchgesellschaft, Darmstadt 1991, ISBN 3-534-08021-1.
- Walther L. Bernecker (Hrsg.): Der Spanische Bürgerkrieg. Materialien und Quellen. 2. Auflage, Vervuert, Frankfurt am Main 1986, ISBN 3-921600-47-2.
- Burnett Bolloten: The Spanish Civil War. Revolution and Counterrevolution. The University of North Carolina Press, Chapel Hill/London 1991.
- Gerald Brenan: Die Geschichte Spaniens. Über die sozialen und politischen Hintergründe des Spanischen Bürgerkrieges. Karin Kramer Verlag, Berlin 1978, ISBN 3-87956-034-X (zuerst als The Spanish Labyrinth. An Account of the Social and Political Background of the Civil War. University Press, Cambridge 1950).
- Pierre Broué, Émile Témime: Revolution und Krieg in Spanien. Geschichte des spanischen Bürgerkrieges. Suhrkamp, Frankfurt am Main 1968, ISBN 3-518-27718-9 (Zweiter Teil ISBN 3-518-07718-X).
- Carlos Collado Seidel: Der Spanische Bürgerkrieg. Geschichte eines europäischen Konflikts. C. H. Beck, München 2006, ISBN 3-406-54095-3. Rezension im Geschichts-Journal Sehepunkte.[88]
- Bernd Drücke, Luz Kerkeling, Martin Baxmeyer (Hrsg.): Abel Paz und die Spanische Revolution. Edition AV, Frankfurt am Main 2004, ISBN 3-936049-33-5.
- FAU-Bremen (Hrsg.): Die CNT als Vortrupp des internationalen Anarcho-Syndikalismus. Die Spanische Revolution 1936 – Nachbetrachtungen und Biographien. Edition AV, Lich 2006, ISBN 3-936049-69-6.
- Wolfgang Hamdorf, Clara López Rubio (Hrsg.): Fliegerträume und spanische Erde – Der Spanische Bürgerkrieg im Film. Schüren, Marburg 2010, ISBN 978-3-89472-682-9.
- Max Hewer: Von der Saar zum Ebro. Saarländer als Freiwillige im Spanischen Bürgerkrieg 1936–1939. 2., korrigierte Auflage, Blattlausverlag, Saarbrücken 2016, ISBN 978-3-945996-08-9.
- Gerald Howson: Arms for Spain. The Untold Story of the Spanish Civil War. John Murray, London 1998, ISBN 0-7195-5556-6.
- Ralph Hug: St. Gallen – Moskau – Aragon – Das Leben des Spanien-Kämpfers Walter Wagner. Rotpunktverlag, Zürich 2007, ISBN 3-85869-345-6.
- Heinrich Jaenicke: Es lebe der Tod. Die Tragödie des Spanischen Bürgerkrieges. Gruner und Jahr, Hamburg 1980, ISBN 3-570-01771-0.
- Hans-Christian Kirsch: Der Spanische Bürgerkrieg in Augenzeugenberichten. Karl Rauch, Düsseldorf 1967, ISBN 978-3-7920-0312-1.
- Anita Kochnowski, Ingrid Schiborowski (Hrsg.): Frauen und der spanische Krieg 1936–1939. Eine biografische Dokumentation, Verlag am Park, 2016, ISBN 978-3-945187-75-3.
- Heiner Koechlin: Die Tragödie der Freiheit – Spanien 1936–1937 – die spanische Revolution – Ideen und Ereignisse. Karin Kramer, Berlin 1984, ISBN 3-87956-167-2.
- H. R. Kurz: Der spanische Bürgerkrieg. Ein Beitrag zu den Problemen des Vorgängerkrieges und der Kriegslehren sowie zur Vorgeschichte des 2. Weltkrieges. In: Allgemeine schweizerische Militärzeitschrift. Band 124. Huber & Co. AG, 1. Dezember 1957, OCLC 753551386, S. 22–39 (Online bei e-periodica.ch).
- Hans Landauer, Erich Hackl: Lexikon der österreichischen Spanienkämpfer 1936–1939. Theodor Kramer Gesellschaft, Wien 2003, ISBN 3-901602-18-6.
- Jean-Philippe Luis: La Guerre d’Espagne. Milan, Toulouse 2002. ISBN 2-7459-0553-8.
- Florian Legner (Hrsg.): Solidaridad! Deutsche im Spanischen Bürgerkrieg. Vorwärts Buch, Berlin 2006, ISBN 3-86602-455-X.
- Arno Lustiger: Schalom Libertad! Athenäum Verlag, Frankfurt/M. 1989, ISBN 3-610-08529-0.
- Abel Paz: Durruti, Leben und Tod des spanischen Anarchisten. Edition Nautilus, Hamburg, ISBN 3-89401-224-2 (span. Orig.: Durruti en la revolución española, 1996).
- Georg Pichler, Heimo Halbrainer (Hrsg.): Camaradas. Österreicherinnen und Österreicher im Spanischen Bürgerkrieg 1936–1939, Clio Verlag, Graz 2017, ISBN 978-3-902542-56-4.
- Paul Preston: The Coming of the Spanish Civil War. Reform, reaction and revolution in the Second Republic. 2. Auflage, London 1994, ISBN 0-415-06355-8.
- Paul Preston: We saw Spain die. Foreign correspondents in the Spanish Civil War. Constable, London 2009, ISBN 978-1-84529-946-0.
- Peter Rau: Der Spanienkrieg 1936-39. Papy Rossa Verlag, Köln 2012, ISBN 978-3-89438-488-3 (= Basiswissen. Politik / Geschichte / Ökonomie).
- Heleno Saña: Die libertäre Revolution. Die Anarchisten im Spanischen Bürgerkrieg. Edition Nautilus, Hamburg 2001, ISBN 3-89401-378-8.
- Frank Schauff: Der Spanische Bürgerkrieg. Vandenhoeck und Ruprecht, Göttingen 2006, ISBN 3-8252-2790-1. Rezension[89]
- Frank Schauff: Der verspielte Sieg. Sowjetunion, Kommunistische Internationale und Spanischer Bürgerkrieg 1936–1939. 2. Auflage, Campus, Frankfurt am Main 2005, ISBN 3-593-37613-X.
- Stefanie Schüler-Springorum: Krieg und Fliegen. Die Legion Condor im Spanischen Bürgerkrieg. Schöningh, Paderborn 2010, ISBN 978-3-506-76747-9.
- Augustin Souchy: Nacht über Spanien. Anarcho-Syndikalisten in Revolution und Bürgerkrieg 1936–39. Ein Tatsachenbericht. Trotzdem-Verlag, Grafenau 1992, ISBN 3-922209-51-3 (bereits 1969 bei März, Darmstadt, unter dem Titel Anarcho-Syndikalisten über Bürgerkrieg und Revolution in Spanien. Ein Bericht als zweite deutschsprachige Übersetzung nach derjenigen von Die Freie Gesellschaft, Darmstadt o. J., erschienen)
- Hugh Thomas: Der spanische Bürgerkrieg. 1. Auflage, Ullstein, Berlin 1962.
- Manuel Tuñón de Lara (Hrsg.): Der Spanische Bürgerkrieg. Eine Bestandsaufnahme. Suhrkamp, Frankfurt 1987, ISBN 3-518-11401-8.
- Pierre Vilar: Der Spanische Bürgerkrieg 1936–1939. Wagenbach, Berlin 2002, ISBN 3-8031-2334-8 (Original unter dem Titel La guerre d’Espagne 1936–1939 erstmals 1986 erschienen in der Reihe „Que sais-je?“).
- Patrik von zur Mühlen: Spanien war ihre Hoffnung. Die deutsche Linke im Spanischen Bürgerkrieg 1936 bis 1939. Verlag Neue Gesellschaft, Bonn 1983, ISBN 3-87831-375-6; oder J.H.W. Dietz, Bonn 1985, ISBN 3-8012-3012-0, fes.de (PDF; 9,7 MB).

### Erinnerungspolitik und Rezeption
- Bettina Bannasch, Christiane Holm (Hrsg.): Erinnern und Erzählen. Der Spanische Bürgerkrieg in der deutschen und spanischen Literatur und in den Bildmedien. Gunter Narr, Tübingen 2005, ISBN 3-8233-6168-6.
- Alexandre Froidevaux: Revolution und Krieg in Spanien – Gespaltene Arbeiterbewegung, widerstreitende Erinnerungen. In: Jahrbuch für Forschungen zur Geschichte der Arbeiterbewegung, Heft I/2015.
- Joachim Gatterer, Friedrich Stepanek: Internationalismus und Region: Über die schwierige Einordnung antifaschistischer Spanienkämpfer in regionale Erinnerungsdiskurse am Beispiel Tirol und Südtirol. In: Geschichte und Region/Storia e regione, Heft 1/2016 (25. Jg.), S. 143–158.
- Daniela Kuschel: Spanischer Bürgerkrieg goes Pop. Modifikationen der Erinnerungskultur in populärkulturellen Diskursen, transcript, Bielefeld 2019.
- Michael Uhl: Mythos Spanien. Das Erbe der internationalen Brigaden in der DDR. J. H. W. Dietz, Bonn 2004, ISBN 978-3-8012-5031-7.